# Maria Fjodorovna
Maria Fjodorovna, född Marie Sophie Frederikke Dagmar av Danmark 26 november 1847 i Köpenhamn, död 13 oktober 1928 i Klampenborg, var kejsarinna (tsaritsa) av Ryssland 1881–1894 som gift med tsar Alexander III av Ryssland.
Maria Fjodorovna beskrivs som en extrovert, dominant och socialt skicklig person. Hon trolovades ursprungligen med Alexander III:s äldre bror, men äktenskapet beskrivs som lyckligt. Hon gjorde succé som kejsarinna och ansågs perfekt spela rollen inom offentlig representation och som centralpunkt för societeten; hon utövade även en betydande välgörenhet som överhuvud för Departementet för Kejsarinnan Marias Institutioner. Under sin makes regeringstid hade hon ingen större politiskt betydelse: hon stödde makens konservativa politik men överlät den liksom honom mest på Pobedonotsev, utom då det handlade om att stödja Danmark mot Tyskland, eller skydda Finland från en alltför aggressiv russificering. 
Maria Fjodorovna spelade en stor roll inom representation och sällskapsliv på grund av sin extroverta natur; hon intog en ledande plats på detta område redan 1866, som ersättare för sin sjukliga svärmor, och fortsatte spela den även som änkekejsarinna, eftersom hennes svärdotter var introvert och ogillade det offentliga livet. Under sin sons regeringstid intog hon en mindre konservativ och mer reformvänlig hållning eftersom hon trodde den var nödvändig för att rädda monarkin undan revolution. Hon spelade rollen som sin sons rådgivare under hans första år som regent men förlorade snart sitt inflytande, och försökte förgäves motarbeta Rasputins och sin svärdotter Alexandras inflytande över politiken. Hon lämnade Petrograd 1916 och bosatte sig i Kiev i Ukraina, där hon befann sig när ryska revolutionen bröt ut. Hon flydde med sina döttrar till Krim, varifrån hon slutligen kunde evakueras av britterna till Danmark. Hon levde resten av sitt liv i Danmark, där hon betraktades som överhuvud för det ryska kejsarhuset i exil.

## Biografi

### Bakgrund och uppväxt

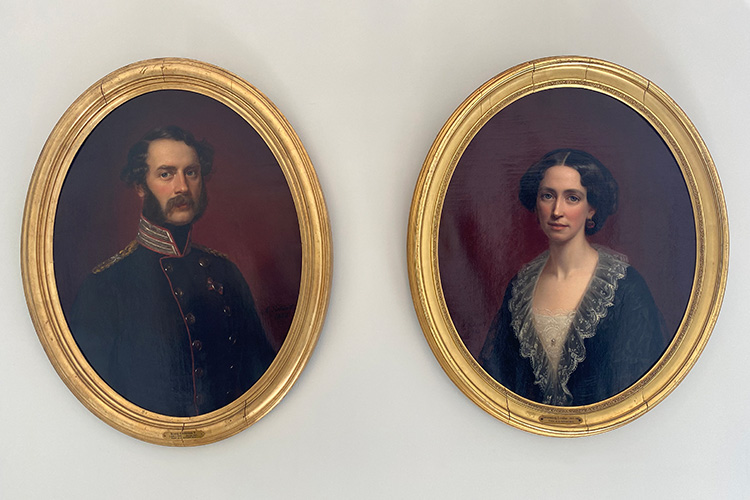
Prinsessan Dagmars föräldrar Prins Kristian av Glücksburg och Prinsessan Louise av Hessen-Kassel på 1840-talet.

Prinsessan Dagmar föddes som andra dottern till den dåvarande prinsen Christian av Schleswig-Holstein-Sonderburg-Glücksburg, sedermera Kristian IX av Danmark och Louise av Hessen-Kassel. Hon döptes i den lutherska tron (en förutsättning för att hon senare kunna betraktas som lämplig make till en rysk-ortodox tronföljare) med den danska drottningen Karoline Amalie som gudmor. Prinsessan fick sina första tre namn efter sin fars moster, den danska änkedrottningen Maria Sofia Fredrika av Hessen-Kassel, och det fjärde namnet fick hon enligt dåtidens nationalromantiska mode efter den populära medeltida danska drottningen Dagmar av Böhmen. När hon växte upp i Danmark var hon känd som prinsessan Dagmar, medan hon bland familjen under hela sitt liv var känd under sitt smeknamn "Minnie".
Dagmars familj var ursprungligen enbart avlägsna släktingar till den danska kungafamiljen. Deras ställning förändrades år 1852, när hennes far efter ett antal komplicerade förhandlingar blev dansk tronarvinge efter den barnlöse kung Fredrik VII: först året efter fick familjens medlemmar titlarna prins eller prinsessa av Danmark.
Dagmar och hennes syskon växte upp i det så kallade Gula Palatset i Köpenhamn, och tillbringade somrarna på slottet Bernstorff på landet. Barnen växte upp i vad som har karaktäriserats som en enkel men lycklig miljö där familjen var nära sammanlänkad. Fadern hade under deras barndom enbart sin officerslön att leva på, och familjen levde ett för kungligheter relativt enkelt liv. Deras hushåll hade endast sex anställda, och Dagmar och hennes syskon fick under sin barndom promenera omkring på gatorna i Köpenhamn och göra sådana saker som att gå på marknaden och besöka caféer. Endast mycket sällan deltog de i några ceremoniella tillfällen, och fick då genast ta av sig finkläderna igen efteråt för att inte riskera att smutsa dem. 

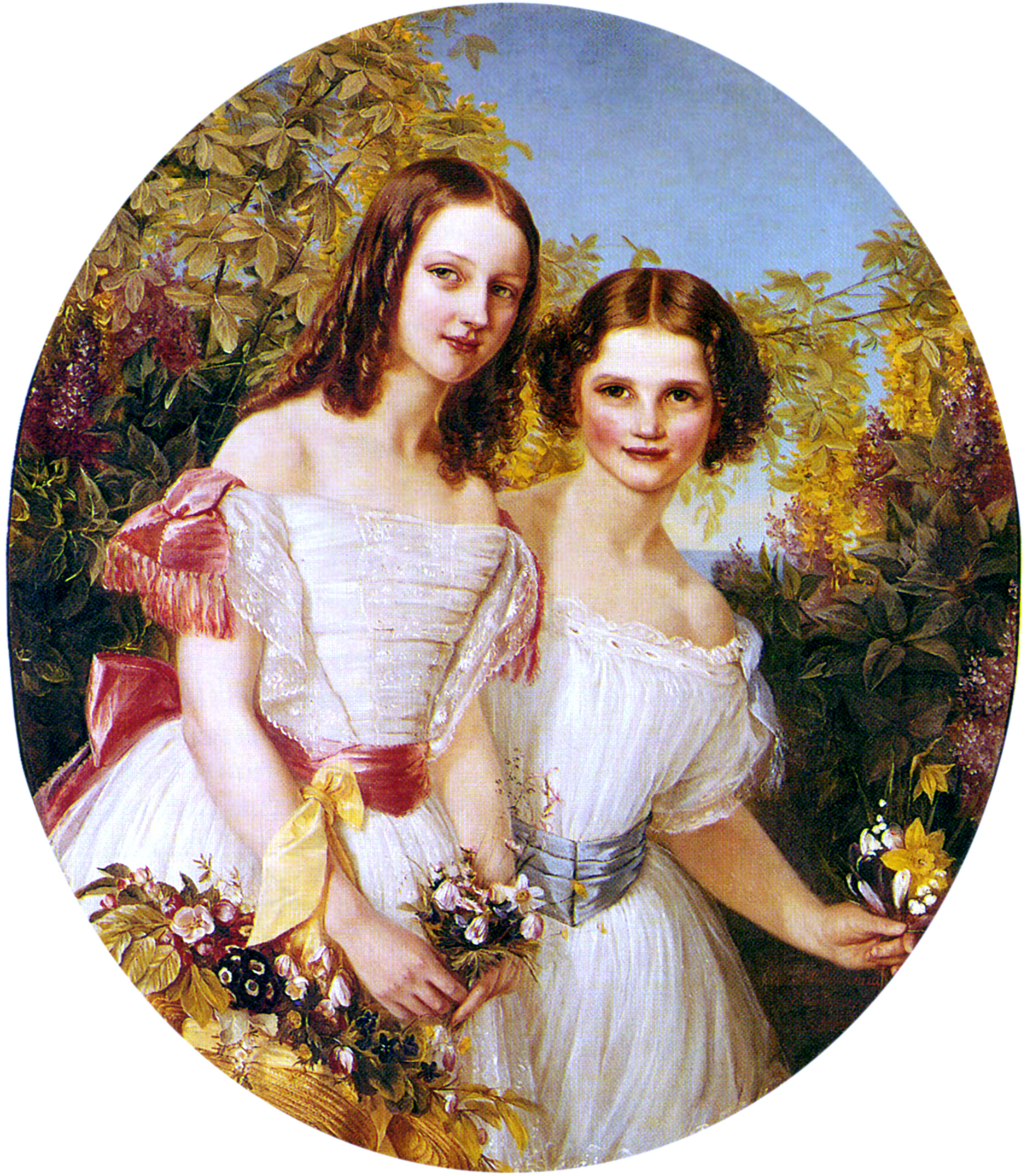
Systrarna Alexandra och Dagmar som barn. Målad av Elisabeth Jerichau Baumann, 1856.

Dagmar ska ha stått närmast sin äldre syster Alexandra, och de har ett starkt band med varandra under hela livet. De två prinsessorna delade ett rum och växte upp tillsammans. Systrarna fick ungefär samma utbildning som ansågs passande för en genomsnittlig flicka ur överklassen: de fick lära sig hushållssysslor av sin mor, och att dansa, spela musik, måla och teckna samt tala franska, engelska och tyska av privatlärare. Fadern insisterade dock också på att de skulle lära sig gymnastik och idrott, vilket var mer ovanligt för en flicka. Vidare fick Dagmar och Alexandra simlektioner av den svenska pionjären i att göra simkonsten accepterad för kvinnor, Nancy Edberg; Dagmar skulle senare välkomna Edberg till Ryssland, där hon kom på kungligt stipendium för att hålla simlektioner för kvinnor. Dagmar beskrivs som livlig och intelligent, söt men mindre vacker än Alexandra, och bättre på att måla och teckna än sina systrar, som däremot var mer begåvade i musik.
Året 1863 var händelserikt för Dagmar och hennes familj. I februari 1863 åtföljde hon sin familj till sin syster Alexandras bröllop med den brittiske tronarvingen, prinsen av Wales, i Storbritannien, och i mars valdes hennes yngre bror Vilhelm till Greklands kung. I november samma år besteg hennes far Danmarks tron vid Fredrik VII:s död. Som dotter respektive syster till Danmarks och Greklands kungar och svägerska till brittiska tronföljarenan ansågs Dagmar plötsligt vara en av Europas mest eftertraktade prinsessor på äktenskapsmarknaden. Hon mottog ett frieri från kronprins Umberto av Italien, men var ovillig att gifta sig med honom eftersom hon fann honom oattraktiv. Hennes mor var också ovillig att stödja ett sådant giftermål, eftersom hon såg en större status om Dagmar gifte in sig i den ryska tsarfamiljen.

### Förlovningar och äktenskap

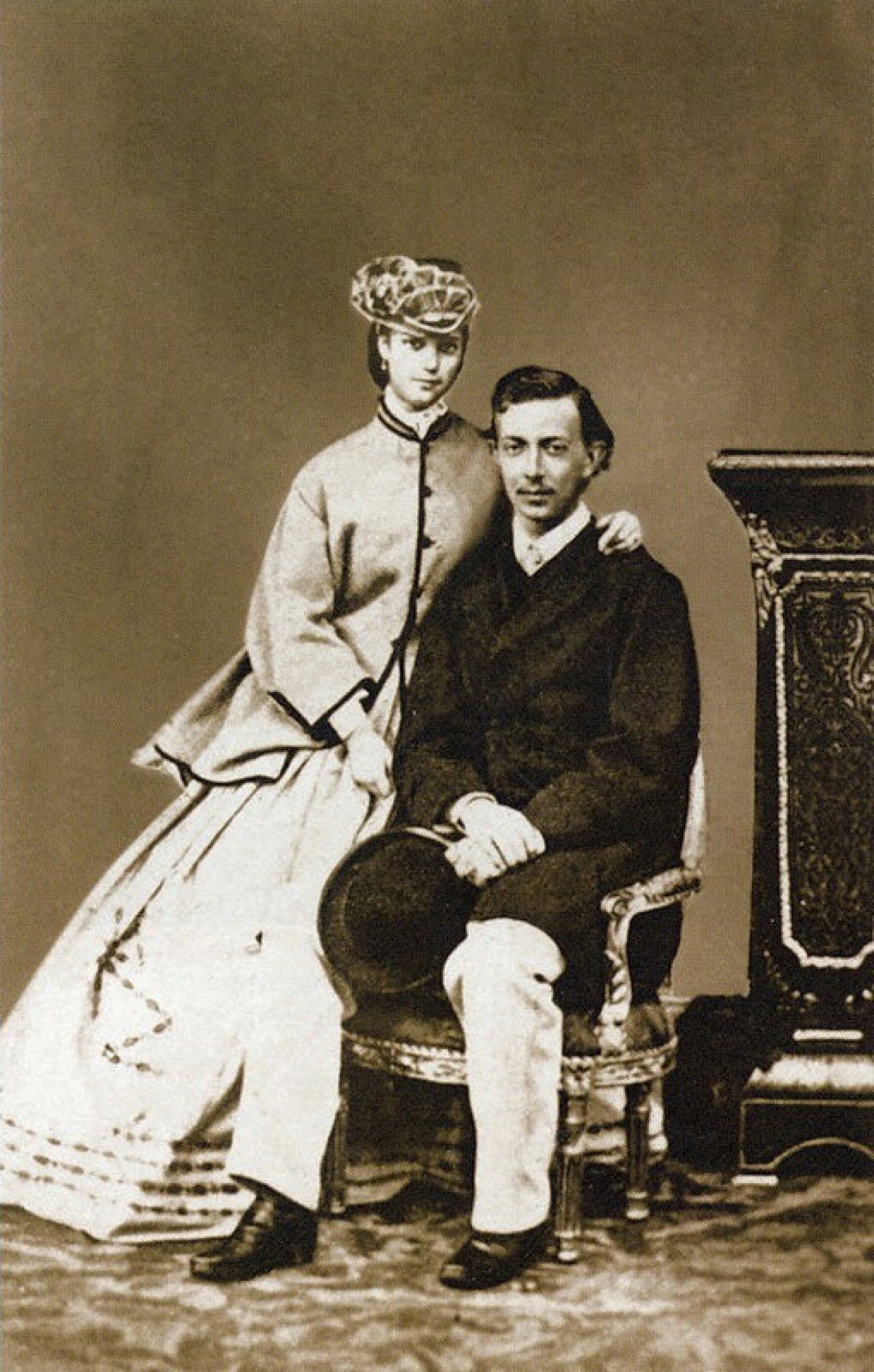
Nikolaj ("Nixa") och Dagmar ("Minnie"), 1864.

År 1864 förlovade sig Dagmar med den ryske tronföljaren Nikolaj. Äktenskapet hade föreslagits långt tidigare. Tsar Alexander II ville finna en rangmässigt passande brud åt sin son som ändå kunde uppfattas som politiskt betydelselös, och ett äktenskap med en dansk prinsessa skulle på grund av dåvarande politiska situation uppfylla de kraven. Det fanns också redan släktband, eftersom Dagmars morbror hade varit gift med tsarens syster. Redan 1860 hade tsaren gjort sina första förfrågningar, och 1864 meddelade den ryska kejsarinnan Maria Alexandrovna att hennes son skulle besöka Danmark. Nikolaj anlände under sommaren till Fredensborgs slott, där den danska kungafamiljen vistades. Dagmar och Nikolaj hade aldrig träffat varandra, men han hade under ett antal år samlat på fotografier på henne. De blev ömsesidigt attraherade då de möttes, och Nikolaj skrev hem till sin moder:
| ” | Jag kom hit som i feber (...) Jag kan inte beskriva för dig vad som kom över mig, när vi närmade oss Fredenborg och jag äntligen såg den söta Dagmar. Hur kan jag beskriva det? Hon är så vacker, direkt, intelligent, erfaren och ändå blyg på samma gång. Hon är ännu vackrare i verkligheten än på bilderna vi har sett hittills. | „ |

Efter att ha återvänt till Ryssland för att få sin fars tillstånd friade Nikolaj till Dagmar den 28 september 1864 i Bernstorffs slottstpark och fick ja. Förlovningen tillkännagavs på Bernstorffs slott senare samma dag. Dagmar hade ännu inte blivit konfirmerad, vilket gjorde att hon betydligt lättare kunde konvertera till den rysk-ortodoxa tron, något hon skulle bli tvungen att göra vid ett giftermål med en rysk tronföljare. Enligt överenskommelsen skulle hon vid sitt kommande ortodoxa dop anta namnet Maria. Hon undervisades under trolovningen i rysk religion, litteratur och språk.
Under fredsförhandlingarna mellan Danmark och Preussen och Österrike efter Dansk-tyska kriget i oktober 1864, vädjade Dagmar förgäves till sin blivande svärfar och bad om att Ryssland skulle ingripa och förhindra att Preussen tog Schleswig, Holstein och Lauenburg från Danmark: ”Använd din makt för att lindra de fruktansvärda förhållanden som tyskarna brutalt har tvingat pappa att acceptera ... mitt fosterlands sorgliga nöd, som gör mitt hjärta tungt, har inspirerat mig att vända mig till dig.” Det antas att hon gjorde det med sina föräldrars godkännande, men det är inte känt om det var på deras begäran. Hennes vädjan var förgäves, men från denna stund blev hon känd för sina anti-preussiska åsikter.

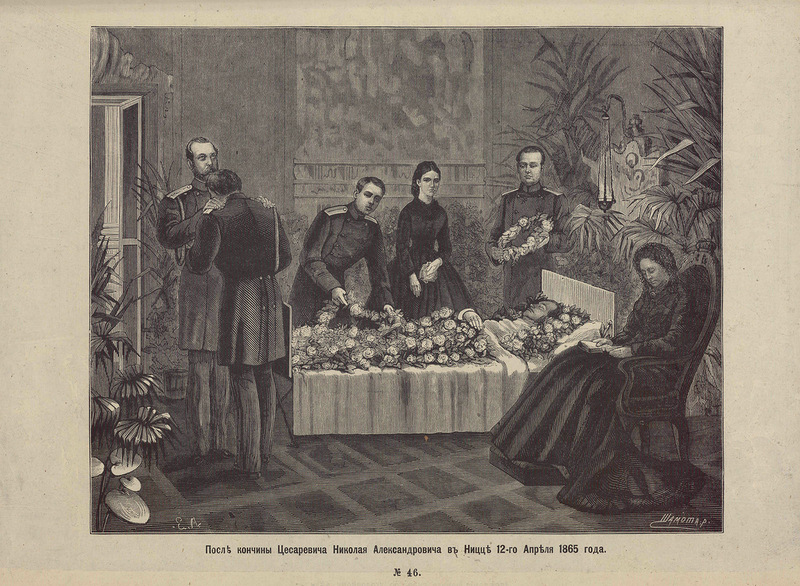
Storfurst Nikolaj på sin dödsbädd, april 1865.

Nikolaj led av dålig hälsa, och våren 1865 insjuknade han under ett besök hos sin mor i Nice. Dagmar besökte honom där med sin mor och var närvarande i april 1865, när Nikolaj avled i miliartuberkulos. Enligt traditionen förde Nikolaj på sin dödsbädd samman Dagmars och sin bror Alexanders händer som tecken på att de hade hans välsignelse att gifta sig efter hans död. Denna scen är inte bekräftad, men det antyds att både Dagmar och Alexander ansåg sig ha fått något slags tecken från Nikolaj om att han ville att de skulle gifta sig med varandra efter hans död.
Nikolaj efterträddes som tronföljare av sin bror Alexander, senare Alexander III. Både Dagmars och Alexanders föräldrar utgick ifrån att bröllopet mellan Dagmar och den ryske tronföljaren fortfarande skulle äga rum: den enda skillnaden var att tronföljaren ifråga hade bytt namn. Dagmar fortsatte därför sina studier i ryska. Dagmar, som uppriktigt sörjde Nikolaj, och Alexander, som var förälskad i hovdamen Marie Mestchersky, var båda två initialt ovilliga, men i juni 1866 sändes Alexander till Danmark för att fria. Den 17 juni friade han till henne under en picknick till Hellebæk vid Öresund och fick ett ja. Förlovningen tillkännagavs 23 juni på Fredensborgs slott. Både Dagmar och Alexander ska ganska snabbt ha vant sig vid tanken på att gifta sig med varandra, och beskrivs snart som uppriktigt entusiastiska.
Den 22 september 1866 lämnade Dagmar och hennes bror prins Fredrik Danmark på det danska kungaskeppet Slesvig med ett följe på sju personer, bland dem löjtnant Wenzel Dinesen, överhovmästarinnan Ida Bille-Brahe och guvernanten Sidonie L'Escaille. Hon välkomnades i Kronstadt av storfurst Konstantin Nikolajevitj den 24 september och fördes med den kejserliga jakten till S:t Petersburg, där hon välkomnandes av kejsarinnan och sin blivande svägerska storfurstinnan Maria och mottog den gotiska villan vid Peterhofpalatset i gåva. Den 29 september gjorde hon sitt formella intåg i huvudstaden klädd i rysk nationaldräkt i guld och blått, med en procession i vagn vid kejsarinnans sida till Vinterpalatset, där hon välkomnades officiellt med salut och visade sig inför allmänheten på palatsbalkongen. Enligt Catherine Radziwill ska hon från början ha gjort ett gott intryck: "Sällan har en utländsk prinsessa hälsats med så mycket entusiasm... från första ögonblicket hon satte foten på rysk mark lyckades hon vinna alls hjärtan. Hennes leende, det förtjusande sätt hon hade att buga inför åskådarna... lade genast grunden till... hennes popularitet."

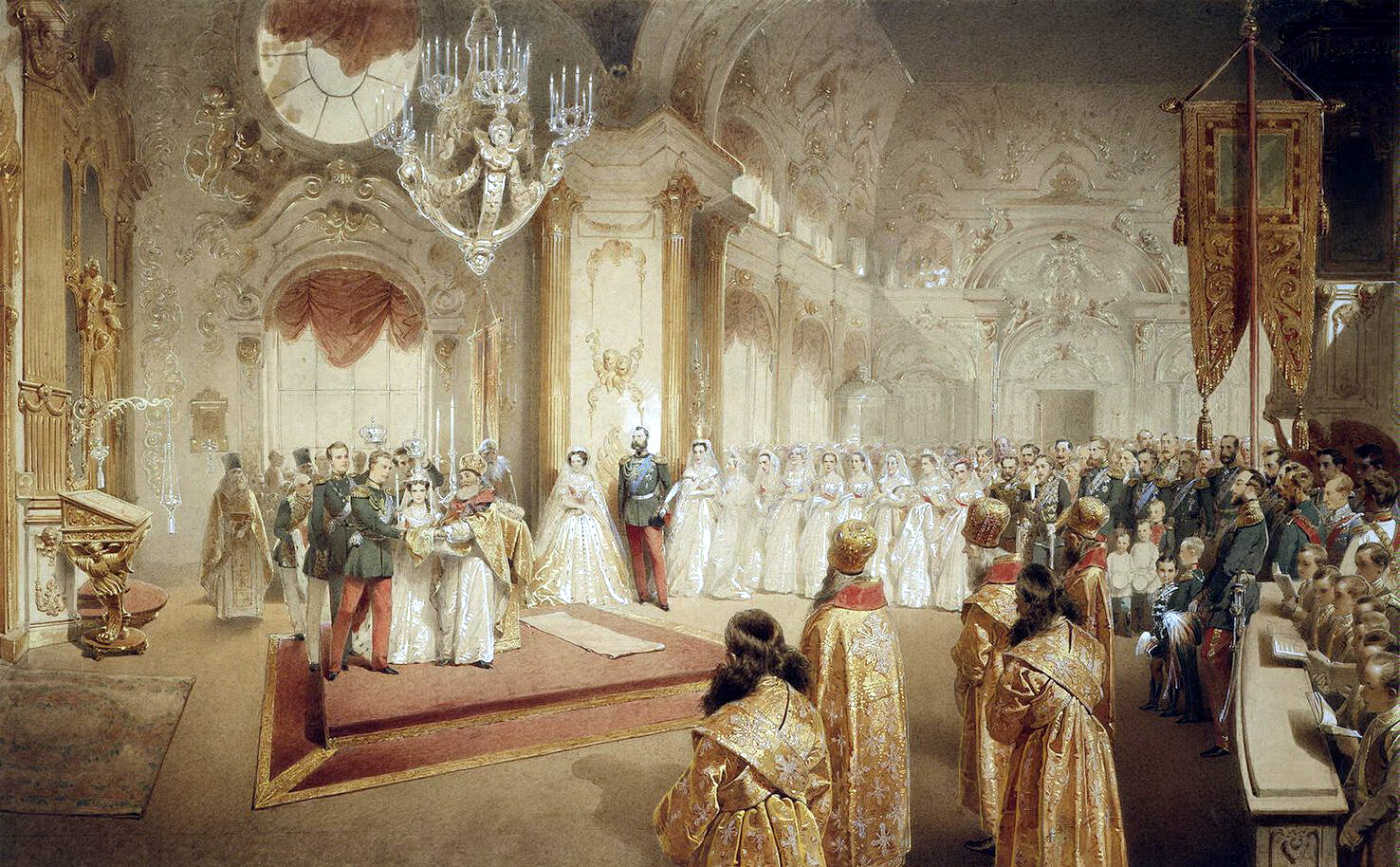
Bröllopet mellan Alexander och Maria av M. Zichy (1867).

De följande veckorna utbildades hon i rysk hovetikett. Den 23 oktober övergick hon till den ortodoxa kyrkan i Vinterpalatsets kapell och döptes till Maria Fjodorovna (ryska: Мария Фёдоровна). Hon fick då anta både ett nytt förnamn ur helgonkalendern och även ett patronymikon: namnet Maria var avtalat sedan tidigare, och Fjodorovna, "Gåva från Gud", var populärt för de utländska prinsessor som gifte in sig i tsarfamiljen. Efter dopet fick hon även rangen som kejserlig rysk storfurstinna. Vid det ryska hovet, där franska i praktiken var första språket, kallades hon dock ofta för "Marie". Hennes ursprungliga namn Dagmar användes ännu i Norden, till exempel vid namngivningen av Dagmarkällan i Ekenäs år 1888.
Den 9 november 1866 kläddes hon till brud av kejsarinnan, den ryska överhovmästarinnan och Ida Bille-Brahe, varefter bröllopet ägde rum i Peter-Paulkatedralen följt av en bal i Vinterpalatset.

### Kronprinsessa

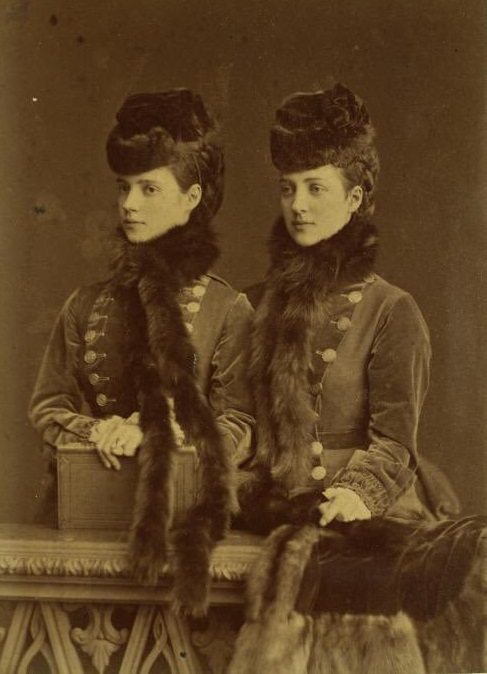
Systrarna Dagmar och Alexandra klädda på samma sätt.

Som kronprins och kronprinsessa, eller tsarevitj och tsetsarevna, fick Alexander och Maria bo i Anitjkovpalatset i S:t Petersburg. Hennes svärmor utnämnde ett hov åt henne med Tanja Apraxine Obolenskij, Elisabet "Lili" Vorontzog-Dashkov och Maria och Aglaia Kutuzov som hovdamer, och Julia Kurakina som överhovmästarinna. Maria kom att betrakta Kurakin nästan som en mor, och Obolenskij blev en av hennes närmaste vänner.
Maria hade inte goda förutsättningar för att bli populär i Ryssland, eftersom de flesta ryssar ogillade att hon hade gift sig med Alexander efter att först ha varit trolovad med hans bror. Hon lyckades dock snabbt övervinna detta hinder, och vann direkt en popularitet hon aldrig riktigt förlorade. Hon beskrevs som vacker och med förmågan att vinna över människor genom charm och diplomatisk takt. Eftersom hennes svärmor, kejsarinnan Maria Alexandrovna, var sjuklig och tillbringade långa perioder utomlands av hälsoskäl, fick Maria redan från början ofta spela rollen av hovets första dam. Hon lärde sig snabbt den ryska hovetiketten, och eftersom hon tyckte om sällskapsliv, blev hon snart en succé i societetslivet. Hon tyckte om vackra klänningar och arrangerade ofta baler och amatörteaterföreställningar som blev populära i societeten. Hon omtalades också för den effektiva kontroll hon utövade över sitt hushåll, något ovanligt inom den ryska tsarfamiljen.
Relationen mellan Maria och Alexander blev så småningom lycklig. Alexander föredrog ett stillsamt hemliv och deltog i sällskapslivet enbart för hennes skull, och det nämns att hon tyckte om att dansa och flirta med stiliga adelsmän, även om det aldrig förekom någon antydan om att hon skulle ha haft en älskare. Alexander beskrivs som den första tsaren sedan 1600-talet som var trogen sin maka. Han hölls utanför politiken av sin far och hade inte fått utbildning för den, eftersom han inte hade fötts till tronarvinge, så Maria uppmuntrade honom att studera. Både Alexander och Maria undervisades av den konservative Konstantin Pobedonotsev, som snart fick ett fullständigt inflytande över Alexanders politiska åsikter och gjorde honom till anhängare av enväldet. Maria ifrågasatte aldrig Pobedonotsevs inflytande över makens åsikter. Själv lade hon sig sällan i politiska frågor. Hon hade på uppdrag av sin far försökt få Ryssland att hjälpa Danmark att få tillbaka Schleswig från Preussen, men misslyckats. 
I övrigt var det bara en enda politisk fråga hon engagerade sig för. På grund av Preussens behandling av Danmark under kriget, hyste hon starka anti-preussiska åsikter, och liksom hennes syster Alexandra påverkade sin make, den brittiska tronföljaren, att vända sig mot Preussen, ska det ha varit Maria som påverkat sin make att bryta den gamla traditionella alliansen mellan Ryssland och Preussen när han besteg tronen. Detta var ett stort steg, eftersom Ryssland av tradition hade varit allierat med de tyska staterna, varifrån de ryska prinsarna normalt brukat hämta sina brudar. När tyska kejsardömet bildades 1871 bad hennes far henne att återigen försöka övertala sin svärfar tsaren att ingripa för att få Preussen att återlämna Holstein-Schleswig till Danmark, men hon lyckades inte bättre denna gång. Hon gjorde dock sitt bästa för att gynna danska affärsintressen i Ryssland, och lyckades till exempel 1869 utverka att danska telegrafkompaniet fick sända genom Ryssland. Hon lyckades också arrangera äktenskapet mellan sin bror, Georg I av Grekland, och Olga Konstantinovna av Ryssland. Våren 1873 gjorde Maria och Alexander ett officiellt statsbesök i Storbritannien för att stärka de då ansträngda relationerna mellan Ryssland och Storbritannien, och Maria och hennes syster, den brittiska kronprinsessan Alexandra, gjorde då succé genom sin överenskommelse att klä sig likadant under hela besöket.
Under rysk-turkiska kriget (1877–1878) ersatte Maria sin svärmor (som av hälsoskäl var förhindrad) som ordförande för ryska röda korset. Hon utbildade sig till sjuksköterska, arbetade på sjukhus, utrustade ett sjukhuståg och närvarade på järnvägsstationerna när sjukvårdare och soldater avreste och anlände till och från fronten. Vid ett tillfälle besökte hon maken vid fronten inkognito.

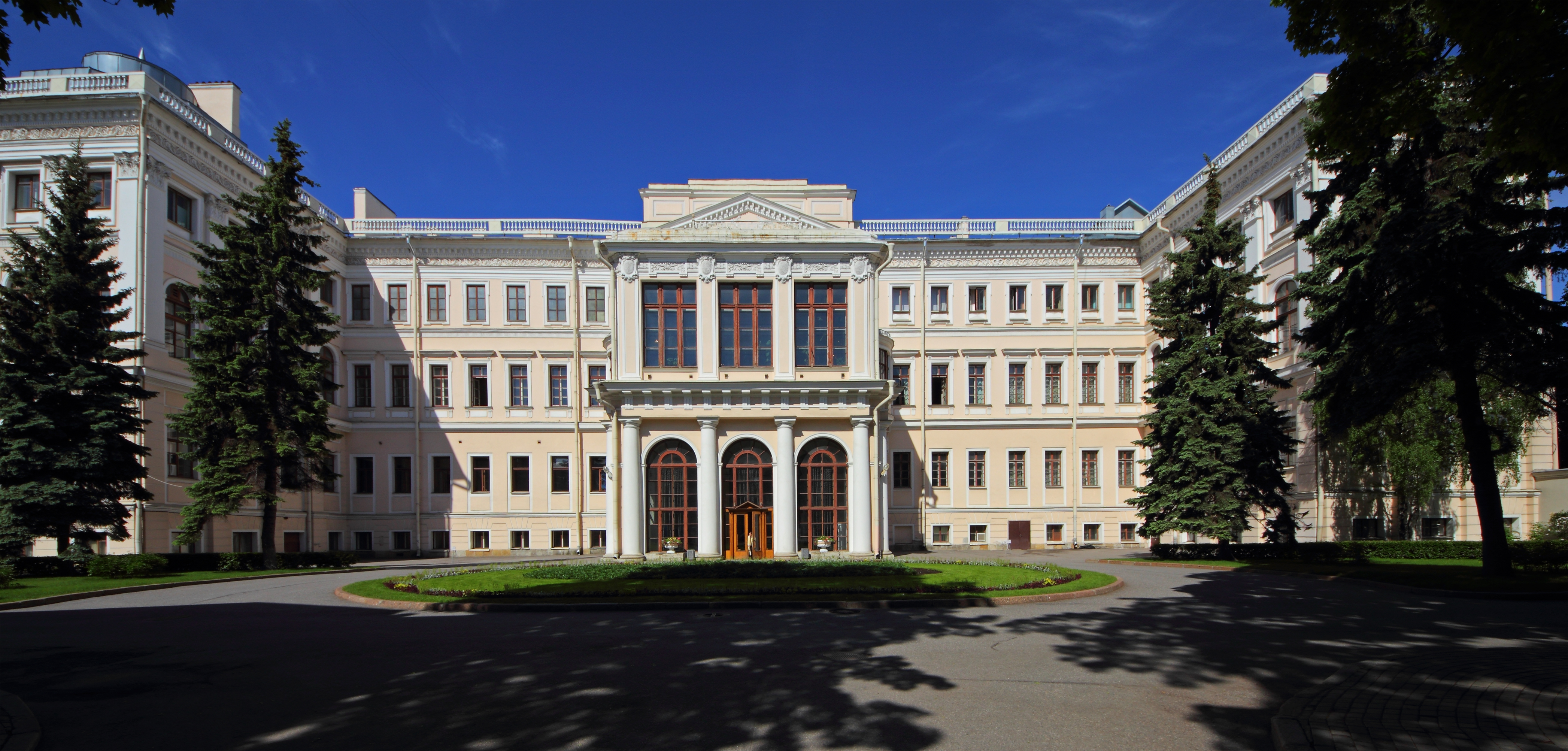
Anitjkovpalatset

Maria och Alexander fick snart ett ansträngt förhållande till hennes svärfar, tsar Alexander II. Tsaren bedrev en liberal och alltmer demokratisk reformpolitik, och vägrade tillåta sin son något inflytande på grund av de konservativa åsikter denna hade tillägnat sig från Pobedonotsev. Han kom också i konflikt med sin svärdotter på grund av sitt förhållande med furstinnan Jekaterina Dolgorukova. Förhållandet mellan tsaren och Dolgorukova inleddes 1866, och fyra år senare utnämnde han henne till hovdam och gjorde det därmed möjligt för henne att öppet delta i hovlivet. Maria ogillade Dolgorukova därför att hon såg henne som orsaken till brytningen mellan svärföräldrarna, och vägrade att acceptera henne i sällskapslivet. Efter kejsarinnans död 1880 gifte hennes svärfar tsaren om sig i hemlighet med Katarina Dolgorukova. Giftermålet betraktades som en skandal. Det ryktades att tsaren skulle avsätta kronprinsen som tronföljare till förmån för de barn han hade med Dolgorukova. Alexander ansåg att hans fars omgifte var en förolämpning mot hans mor. Det var ett morganatiskt giftermål, vilket betydde att Dolgorukova inte blev kejsarinna, men det ryktades att hon skulle bli det, vilket innebar att hon skulle få högre rang än Maria: på grund av den ryska lag som gav en änkekejsarinna högre rang än en kejsarinna, skulle Katarina i så fall få högre rang än Maria även när denna blev kejsarinna, något som betraktades som skandalöst. När tsaren officiellt presenterade sin nya fru och de barn han hade med henne för kejsarfamiljen och hovet i Livadija på Krim, demonstrerade Maria sitt ogillande genom att frysa ut Dolgorukova och vägra tilltala henne. Samtida vittnen uppgav att männen nog skulle ha accepterat Dolgorukova, om deras fruar inte hade tagit efter Maria och frusit ut henne. Detta orsakade en brytning mellan Maria och hennes svärfar, som anklagade henne för att sakna hjärta.

### Kejsarinna

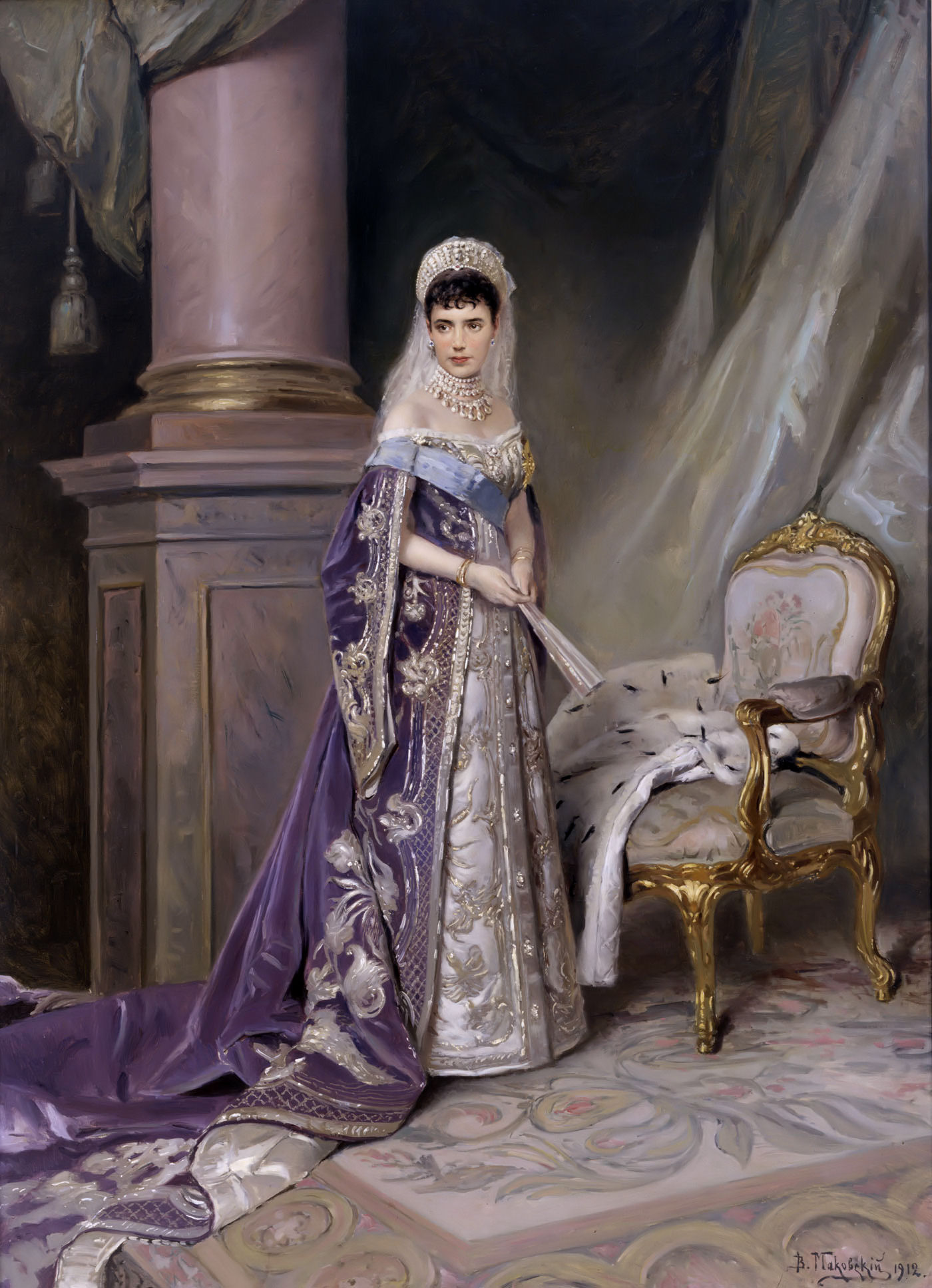
Maria Fjodorovna

Den 31 mars 1881 mördades Marias svärfar tsar Alexander II genom ett bombattentat utfört av terroristorganisationen Narodnaja volja under en åktur i S:t Petersburg. Hans ben sprängdes i bitar av den andra av två bomber, och han fördes till Vinterpalatset där han dog av blodförlust inför ögonen på sin familj, däribland sin maka Jekaterina Dolgorukova och sin son och svärdotter Alexander och Maria. Dagen därpå hölls en stor mottagning i Vinterpalatset där det nya tsarparet Alexander III och kejsarinnan Maria hyllades som nytt regentpar. Maria ska ha gråtit under hela ceremonin. Under tsarens följande begravning, försonades Maria med Jekaterina Dolgorukova: när hon såg denna sörjande anlända till begravningen, omfamnade hon henne och tröstade henne istället för att hälsa henne ceremoniellt.
När hennes make, den nya tsaren Alexander III sammankallade regeringen, var han först benägen att låta sin fars reformvänliga ministrar kvarstå och genomföra den nya demokratiska författning fadern hade planerat införa. Hans reaktionära lärare Konstantin Pobedonotsev lät dock författa ett nytt manifest som försvarade det absoluta enväldet. Efter att Alexander och Maria hade läst det, lät de Pobedonotsev införa det istället för den demokratiska författningen, vilket gjorde att regeringen genast avgick i protest och ersattes av Pobedonotsev med konservativa ministrar. Alexander III:s regering kom därför att bli en extremt konservativ och reformfientlig regim under Pobedonotsevs kontroll. Maria, som inte intresserade sig för politik, förstod inte missnöjet: hon tyckte bara att ministrarna hade visat sig illojala genom att avgå och utgick ifrån att de flesta ryssar stödde Pobedonotsevs konservatism. Både Alexander och Maria fortsatte att som tsarpar mestadels överlåta politiken på Pobedonotsev.

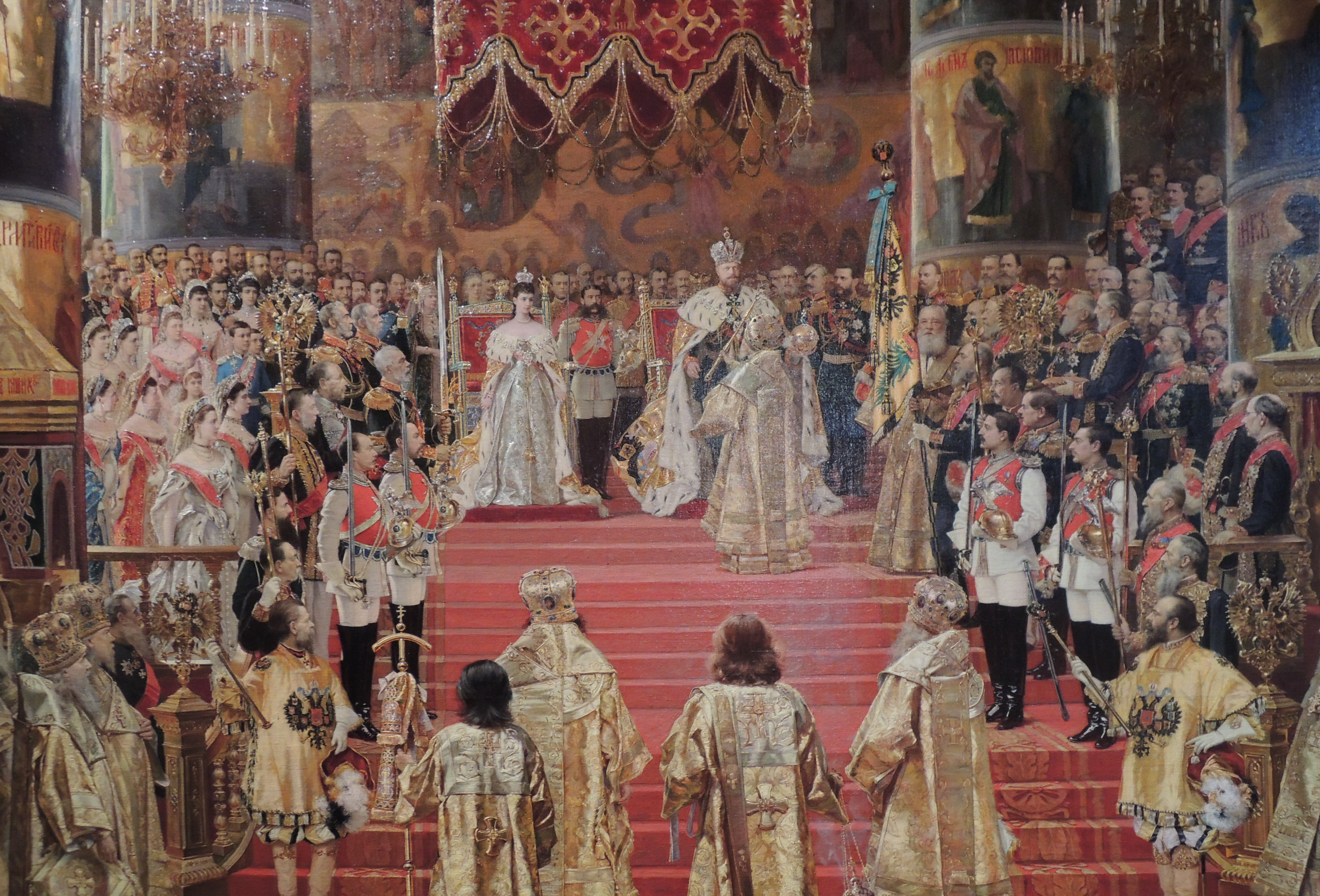
Alexander III:s och and Maria Fjodorovnas kröning.

Alexander III och Maria kröntes i Moskva 27 maj 1883. Kröningen ägde rum enligt gammal bysantinsk stil med representanter från hela Europa, och Maria deltog klädd i vitt och silvertyg prydd med diamanter. Dagen därpå stod hon vid tsarens sida klädd i guldbroderat blått med smaragder och tog emot hyllningsgåvor från alla Rysslands olika folkslag och lydfurstar. Kröningen följdes av tre veckor med baler och mottagningar som gjorde hennes fötter så svullna att hon blev tvungen att använda tofflor, vilket snabbt blev ett mode.

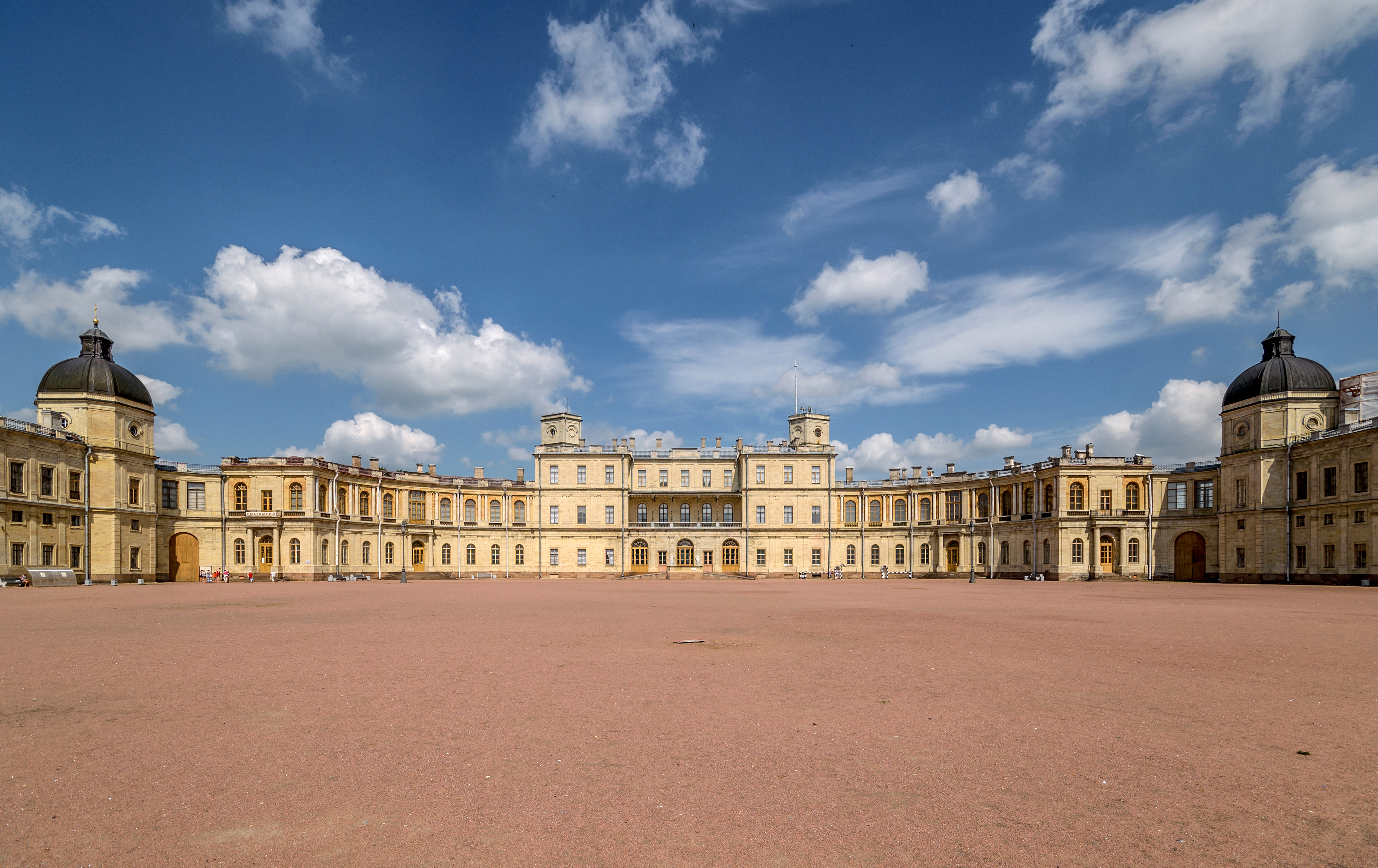
Gattjinapalatset.

Som kejsare och kejsarinna levde Alexander III och Maria i Anitjkovpalatset i S:t Petersburg under vintern och resten av året på Gattjinapalatset utanför staden, då dessa var lättare att skydda. På grund av det framgångsrika attentatet på den förra tsaren levde kejsarparet i konstant rädsla för att utsättas för attentat, och de omgavs ständigt av polisagenter då de uppträdde offentligt: varje gång de besökte operan eller teatern gömde sig civila poliser i publiken, varje gång de gästade ett hus genomsöktes det och polisagenter posterades i badrum och trappor, och livgarden av kosacker omgav deras hem och följde med tsaren var han än gick. Maria, som insisterade på att alltid följa tsaren överallt, ska ha fått vissa nervösa problem av spänningen. Tsaren, som inte litade på polisen, lät sin bror Vladimir forma ett privat garde till beskydd för kejsarfamiljen kallad Det Heliga Bandet med Maria som beskyddare - det upplöstes dock av Pobedonotsev. Alexander III mottog ofta dödshot av terrorister, som varnade honom för att de hade dömt honom till döden, och svarade med massdeportationer till Sibirien.
Familjelivet beskrivs som lyckligt. Alexander III beskrivs som en familjeman som trivdes bäst hemma, där han arbetade större delen av dagen på sitt kontor, dit han kallade sina ministrar och sedan slappnade av med sin familj, och endast när det var nödvändigt ordnade galamiddagar för viktiga besökare. Både han och Maria tyckte om idrott och friluftsliv och ägnade sig gärna åt jakt och fiske. Maria promenerade och red, jagade, sköt och fiskade, men ägnade sig också åt målning och fotografi. Medan tsaren beskrivs som brysk och sträng och intolerant mot alla misstag bland sin personal, ska Maria ha visat sig effektiv men tolerant, och ofta ha förvandlat personalens misstag till ett skämt för att inte utsätta dem för vrede från tsaren.

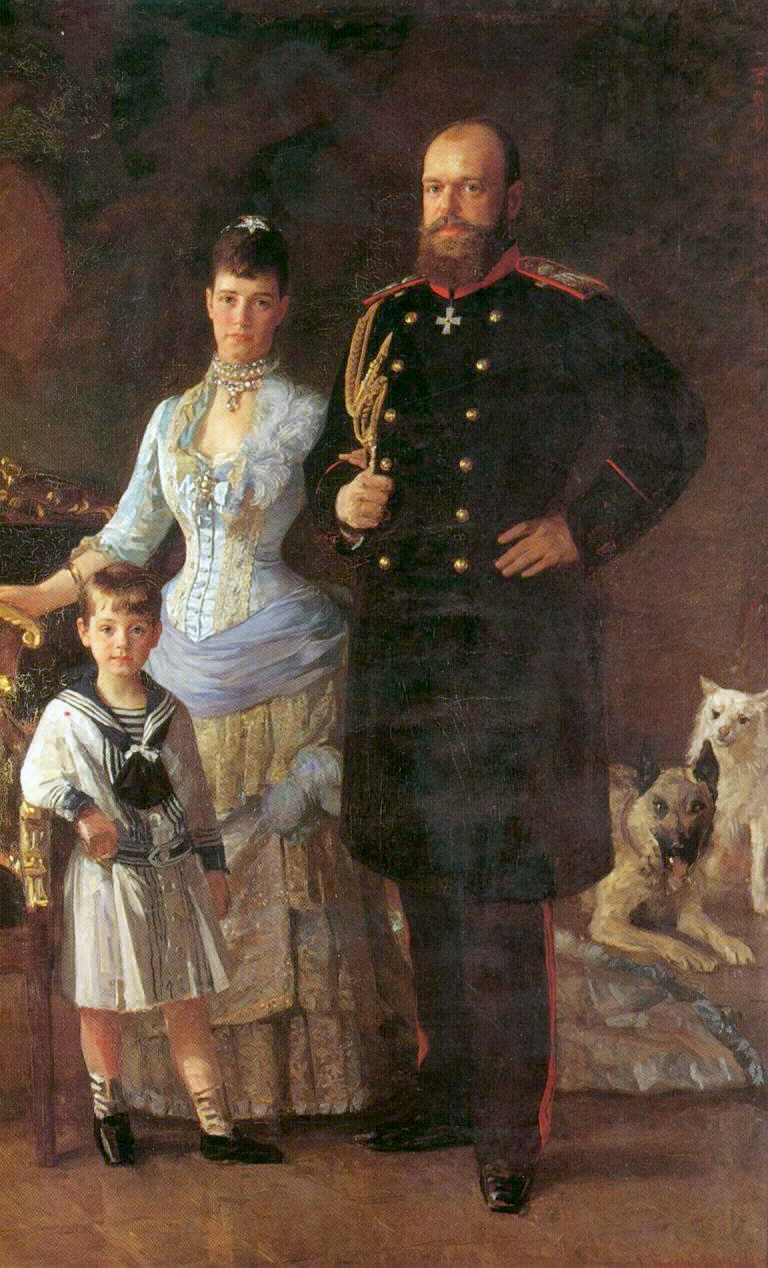
Alexander III, Maria Fjodorovna och deras son Nikolaj.

Kejsarfamiljens vardag styrdes på tsarens önskan efter ett bestämt schema. Vid nyår kom familjen till St Petersburg där de sedan levde i Anitjkovpalatset under vintern för att dela i societetslivet; under våren bodde de ett tag i villan vid Peterhof; under sommaren besökte de gärna Finland på en seglingstur och vistelse i fiskestugan Langinkoski; under förhösten besökte de jaktslotten Bialowieza och Spala i Polen; därefter besökte de Marias familj i Danmark; de avlade sedan ett besök i Livadia på Krim, innan de slutligen återvände till Gattjinapalatset.
Maria var släktkär och välkomnade ofta sina danska, grekiska och brittiska släktingar till Gattjinapalatset, som under hela året var familjens fasta punkt. De årliga släktträffarna på Fredensborgs slott i Danmark var en av årets höjdpunkter för henne, och hon ska då ha uppfört sig som en lekfull flicka: tsaren köpte också ett hus där. Dessa träffar var dock inte okontroversiella. De samlade Danmarks, Rysslands, Storbritanniens och Greklands regerande dynastier och runtom i Europa misstänktes de för att föra hemliga politiska förhandlingar där. Tysklands rikskansler Bismarck kallade Fredensborg "Europas viskningsgalleri" och anklagade Marias mor drottning Louise för att intrigera mot honom.
Maria lyckades också göra sig omtyckt i sin makes släkt, enligt hennes dotter Olga Alexandrovna: "Hon visade sig extremt taktfull med sin svärfamilj, vilket inte var någon enkel sak".  Hon blev särskilt god vän med storfurstarna Georg Mikaljovitj och Konstantin Konstantinovitj. Däremot ogillade hon sin svägerska Marie av Mecklenburg-Schwerin, som var hennes främsta rival i societetslivet, precis som hennes make ogillade sin bror Vladimir. Tsaren var brysk mot sina släktingar, krävde deras närvaro vid alla familjehögtider men förbjöd dem att annars visa sig utan att ansöka om audiens, och det var vanligt att de bad Maria att medla under konflikter. 
Ett sådant tillfälle var 1886, när tsaren införde en ny lag som förklarade att endast barn och barnbarn till en tsar i fortsättningen skulle räknas till kejsarhuset och att mer avlägsna släktingar inte längre skulle ha rätt till titeln storfurste, vilket orsakade stort missnöje bland de kejserliga släktingarna.
I sin offentliga roll som kejsarinna ansågs Maria Fjodorovna vara en succé. Hon var socialt lagd, älskade att delta i sällskapslivet och sade sig själv njuta av sin ställning som kejsarinna. Hon spenderade stora summor på klänningar, gynnade särskilt Olga Bulbenkova i St Petersburg och Charles Worth i Paris, och var känd världen över för sina juveler och sin samling solfjädrar. Hon uppvaktades av hundratals hovdamer som bar hennes porträtt inramat av diamanter på sitt bröst. De övervakades av först furstinnan Jelena Kotjubej, som effektivt upprätthöll alla traditioner och kunde adelskalendern utantill, och från 1888 av grevinnan Anna Stroganova, som beskrivs som mer stel och blyg. Hennes favorit Marie von Flotow från Danmark skötte hennes garderob, och hennes bland hennes övriga hovgunstlingar nämns Tania Obolenskij, Katarina Ozerova och  Lili Vorontsov-Dashkov. 
Varenda vinter öppnades societetens sällskapsliv "Säsongen" i St Petersburg genom kejsarbalen i Nicolaus-salen i Vinterpalatset, där kejsarparet alltid dansade första dansen till tonerna av nationalsången. Denna bal följdes sedan av veckor av händelser inom societetens sällskapsliv fyllda med baler, maskerader och andra fester där ambassadörer och aristokrater försökte överträffa varandra inför kejsarparet, samt besök på operan, teatern och baletten. Maria älskade att dansa och fortsatte gärna långt in på nätterna, medan Alexander föredrog sina "ölkvällar" i en liten vänkrets och ofta avbröt balerna tidigt. Det noterades att hon tyckte om att dansa och flirta med stiliga unga män, alltid dansade med nya hovmän och ibland försökte gynna deras karriär genom att inbjuda dem till makens ölkväll. En av hennes närmaste vänner var den stilige gardesofficeren Vladimir Nikolajevitj Nikolajevitj, utomäktenskaplig son till storfurst Nikolaj Nikolajevitj, som ofta var hennes danspartner, men det ryktades aldrig på allvar att hon skulle ha älskare. Hon hade en stor umgängeskrets, och bland hennes vänner nämns också prinsessan Eugenie von Oldenburg och Maria Nikolajevna av Rysslands dotter Helene Sheremetev. 
När kronprins Rudolf av Österrike sköt sig år 1889 var det nära att kejsarbalen blev inställd av respekt för det österrikiska kejsarhusets sorg. När det påpekades att Österrike en gång tidigare inte hade brytt sig om att göra detsamma för Ryssland i en liknande situation, beslöt Maria att kompromissa och ändå hålla balen på villkor att alla, som en gest för Österrikes sorg, skulle vara klädda i svart. Denna bal blev berömd och känd som Bal Noir eller "Svarta Balen". Hennes dotter Olga sade om Marias roll som kejsarinna: "Hovlivet måste löpa sin bana i prakt, och där spelade min mor sin roll utan ett enda felsteg", och en samtida kommenterade: "Av den långa rad tsaritsor som har presiderat i Kreml eller Vinterpalatset, var Marie Fjodorovna kanske den mest briljanta".   
Det var Alexander III som påbörjade det ryska kejsarhusets gynnande av Fabergé, när han från 1885 började traditionen att varje år ge ett Fabergéägg i present till kejsarinnan.

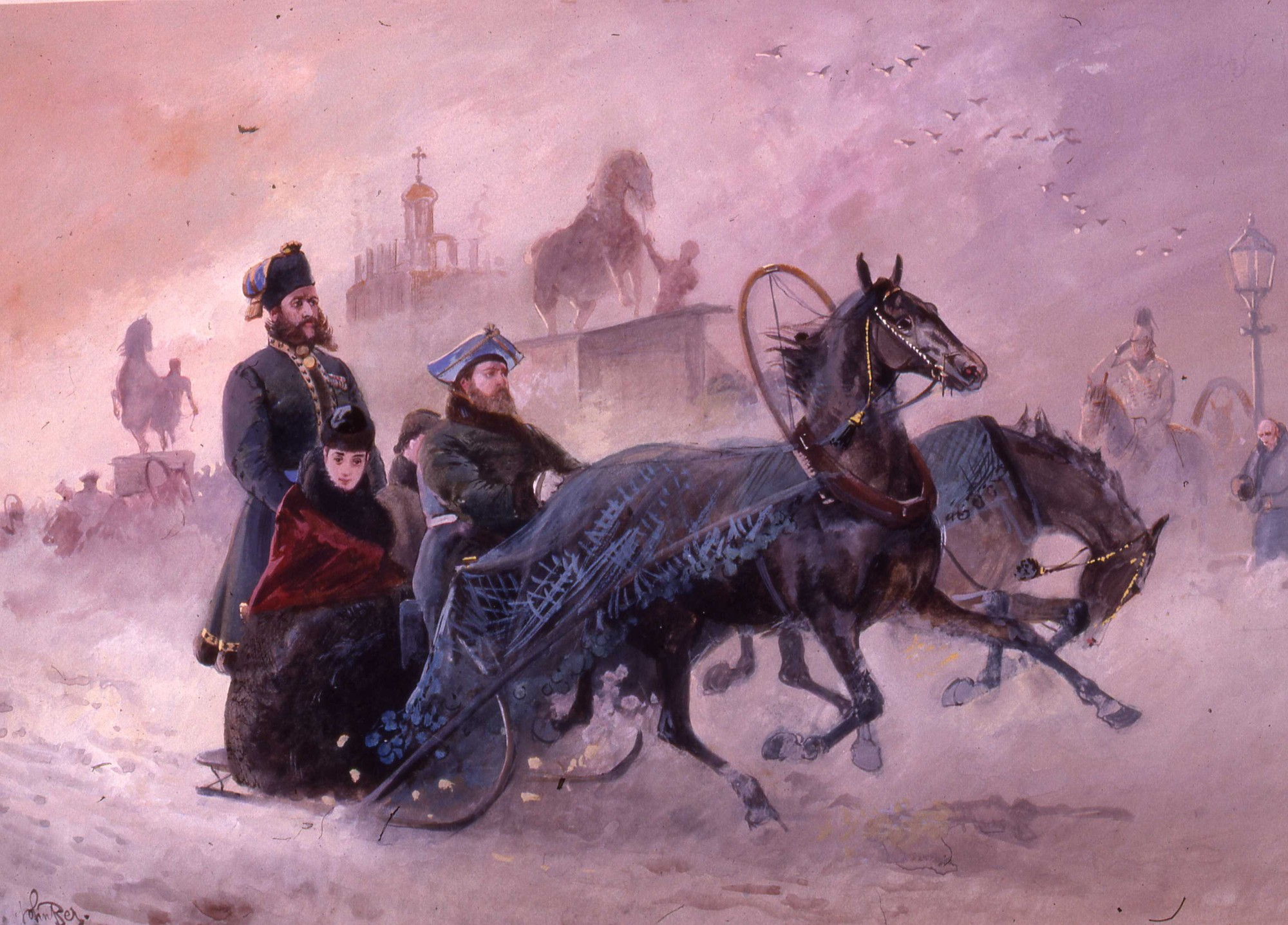
Maria Fjodorovna under en slädtur, 1889.

Den andra delen av hennes offentliga roll som kejsarinna var välgörenhet och socialt arbete, och hon övertog ansvaret för en rad välgörenhetsorganisationer som de ryska kejsarinnorna av tradition skulle styra. Hon efterträdde sin svärmor som ordförande för ryska Röda korset, som vid den tiden skulle förse soldater med sjukvård i krigstid. Maria använde den dock till att starta kurser som kunde utbilda sjuksköterskor även för civila i fredstid, och efter hennes exempel grundades sjukhus i de flesta av Rysslands städer av privata filantroper. 
Hon blev beskyddare för Smolnyjinstitutet och övriga Rysslands flickskolor, informerade sig om dem och besökte dem gärna och gav stipendier åt flickor som inte kunde betala skolavgifterna. Hon engagerade sig entusiastiskt i "Departementet för Kejsarinnan Marias Institutioner", en samling välgörenhetsinstitutioner som hade grundats av den första kejsarinnan Maria och som ryska kejsarinnor enligt tradition var ordförande för. Hon gjorde det på modet att donera pengar till välgörenhetsdepartementet och accepterade alla donationer oavsett från vem det kom, vilket inte alls var något självklart på den tiden, och lyckades på så sätt samla in enorma summor. På detta sätt försörjde hon 27 flickskolor, 77 yrkesskolor för flickor, 113 barnhem, 21 skolor för blinda, ålderdomshem, forskningslabb och ambulanser. 
Hon beskyddade Kvinnors Patriotiska Sällskap, Livräddningssällskapet och Djurskyddssällskapet, inspekterade mentalsjukhus, betalade stipendier och gav årligen understöd till 39.000 personer i Moskva och 33.000 personer i St. Petersburg. 
Maria var inte intresserad av utöka kvinnors politiska rättigheter: hennes svärfar hade tillåtit kvinnor att studera på universitet, men när hennes make förbjöd det vägrade hon att förhindra det när hon blev ombedd, eftersom hon ansåg att universitetsstudier och politiska rättigheter för kvinnor bara skull göra dem till revolutionärer och terrorister. Däremot stödde hon kvinnors yrkesarbete och deras möjligheter att lära sig att försörja sig själva, och hon stödde därför aktivt yrkesskolor för kvinnor. Under Alexander III:s tid förekom judeförföljelser som resulterade i pogromer. Tsaren gjorde inget för att hindra dem eftersom han som ortodox ogillade judarna av religiösa skäl: Maria hade för sin del blivit övertygad om att många judar var terrorister och gjorde heller inget för att stoppa förföljelserna. Däremot hade hon själv ingenting emot att samarbeta med judar i sina välgörenhetsprojekt, och hon var den enda medlem av tsarfamiljen som var populär bland Rysslands judar.

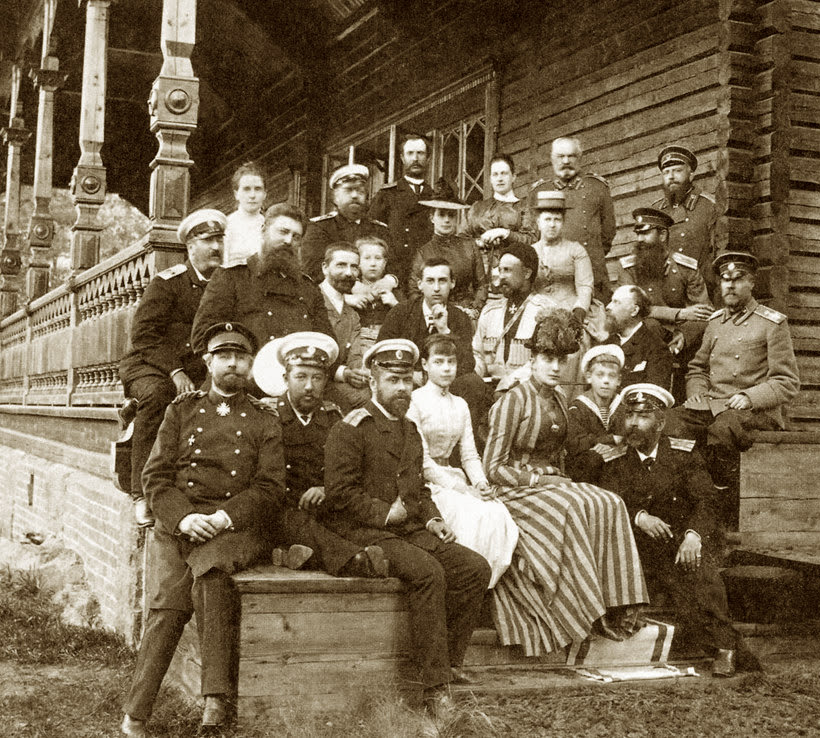
Kejsarfamiljen på verandan till sin fiskestuga i Langinkoski i Finland.

Maria var sällan politiskt aktiv som kejsarinna. Även Alexander föredrog att överlåta större delen av politiken på Pobedonotsev. Tsaren diskuterade dock politik med henne och anförtrodde henne sin åsikt om ministrar och ambassadörer, och hon hölls insatt i statens affärer av statskansler Polotsov, som gav henne sammanfattningar av den politiska situationen. Maria beskrivs som snabbtänkt och diplomatiskt begåvad och hade förmågan att handskas med folk, och vid tillfällen när hon såg att tsaren handlade för bryskt eller lät sina känslor dra iväg med sig brukade hon ingripa och släta över situationen för att förhindra en kris. Hon engagerade sig för Finland, som var en självstyrande del av Ryssland. Hon var populär i Finland, där hon talade svenska med de svensktalande finländarna och rörde sig bland dem på ett lika informellt sätt som i Danmark. Maria Fjodorovna uppskattade den finska konstnären Albert Edelfelt och beställde hamnmotiv av honom. År 1889 målade Edelfelt på hennes uppdrag vyer från örlogshamnen i Köpenhamn, kejsarinnans hemstad. I sin fiskestuga Langingkoski i Finland levde tsarparet ett enkelt liv där Alexander fiskade medan Maria själv skalade potatis. Maria tyckte om Finland då det var en del av Skandinavien, och ogillade Alexanders russifieringspolitik där han med hårda metoder försökte förminska det finska självstyret och tvinga finländska myndigheter att anpassa organisation, utskrivning, postväsende och språk efter Ryssland. Detta var en av få politiska frågor hon ingrep i under sin makes regering. Maria framförde gärna klagomål på finländares begäran och protesterade då deras rättigheter kränktes, och även om många förtryckande lagar infördes, bedöms det ha varit hennes förtjänst att de sällan tillämpades och att russifieringspolitiken i Finland mildrades så pass mycket under Alexanders regeringstid, och hon beskrev sig själv som "Finlands bästa och mest lojala vän". 
I övrigt var den enda personliga linje hon framförde i politiken den tyskfientliga. Hennes ambition var att beskydda Danmark mot Tyskland och den frågan ska ha varit den enda fråga som hon aktivt påverkade tsaren i, precis som hennes syster Alexandra som brittisk kronprinsessa påverkade sin make. Tysklands kansler Bismarck var medveten om detta och furst Gorchakov sade en gång: "Tyskland kommer aldrig att glömma att det både i Ryssland och England finns en dansk prinsessa med sin fot på steget till tronen".
Den 29 oktober 1888 var tsarfamiljen på väg hem från ett besök i Kaukasus på det kejserliga privattåget. När de passerade Borki sprängdes tåget. Vagnens väggar och tak föll in, tsarparets söner kastades upp på taket, deras dotter Xenia bakom en vägg, deras yngre dotter Olga ut från vagnen ned på flodstranden, medan tsaren klämdes fast med ena benet bakom en vägg. Ingen av dem skadades allvarligt förutom tsaren, vars ben var allvarligt klämt, vilket ledde till hälta en lång tid efteråt, medan Maria själv och hennes barn endast blödde sedan de skurits av kringflygande glas. Däremot blev 35 personer ur deras personal skadade och 21 avled. Maria fick beröm för att hon skötte om de skadade och döende och vägrade att lämna platsen tills alla hade tagits om hand. Undersökningen visade att explosionen hade orsakats av ett för tungt lastat tåg på för lätt och gammal räls. Trots detta betraktades olyckan ändå som ett terroristattentat både inom och utanför Ryssland, även av tsarparet själv, vilket skadade Rysslands rykte utomlands och hade en dålig effekt på nerverna hos både Alexander och Maria.

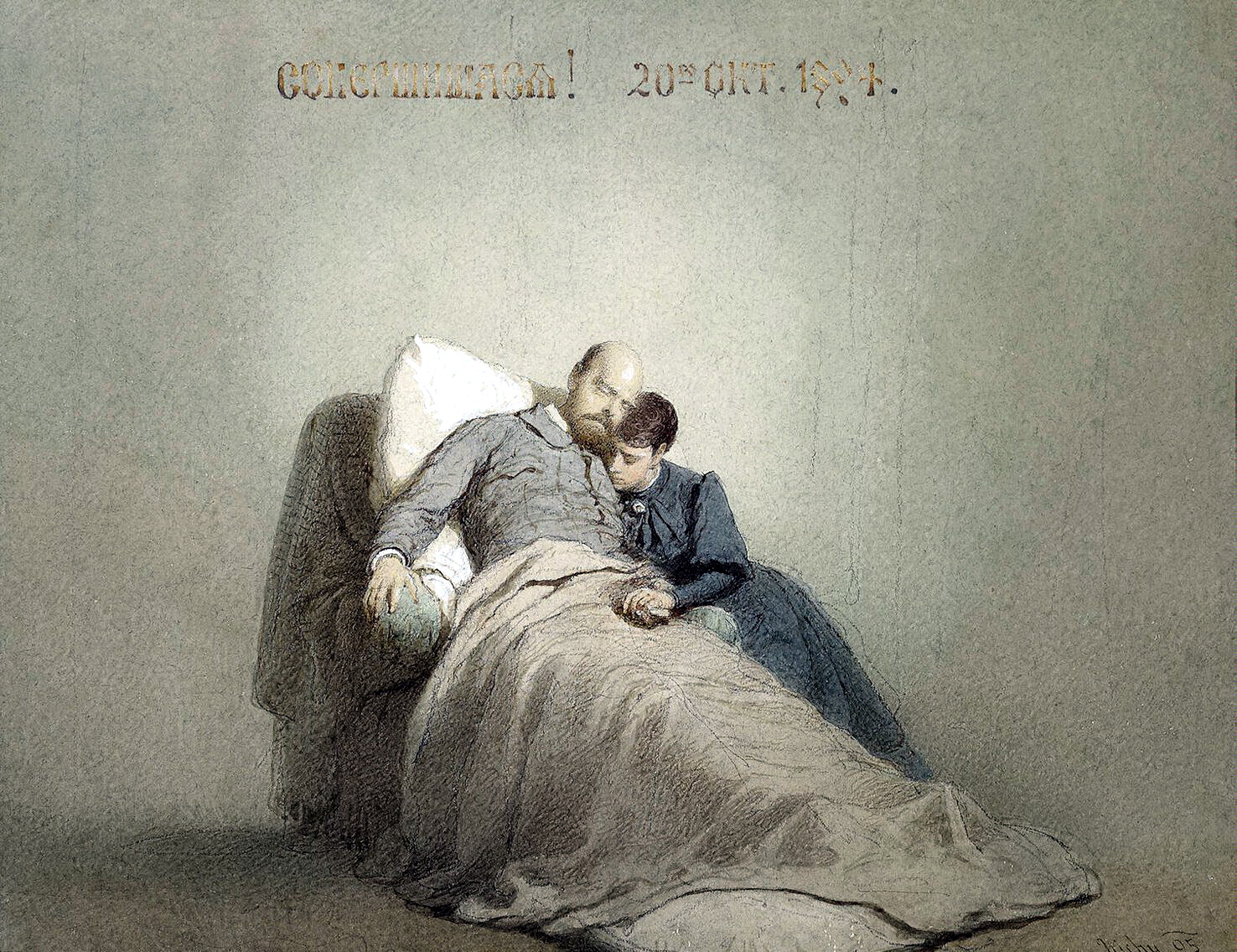
Maria Fjodorovna vid maken Alexander III:s dödsbädd.

När det år 1892 blev dags för tsarparets äldsta son och tronarvinge Nikolaj att gifta sig, valde Maria ut två prinsessor hon ansåg lämpliga för rollen som framtida kejsarinna av Ryssland. Den ena var den franska prinsessan Heléne av Orléans, och den andra prinsessan Margareta av Preussen. Heléne av Orléans vägrade dock att övergå till den ortodoxa kyrkan, och Nikolaj tyckte att Margareta var så ful att han förklarade att han hellre gick i kloster. Han hade i stället valt Alexandra av Hessen, som han sedan länge varit förälskad i. Maria var emot Nikolajs val eftersom hon bedömde Alexandra som för blyg, nervös och tillbakadragen för att klara av rollen som kejsarinna. 
Alexandra själv vägrade också länge att konvertera till ortodoxa kyrkan, men övertalades till slut att göra det, och Nikolaj förklarade att han skulle gifta sig med henne eller ingen alls. Maria och Alexander gick på våren 1894 till slut med på äktenskapet.
Under sommaren 1894 blev tsar Alexander III plötsligt hastigt sjuk och diagnosticerades i september med den dödliga sjukdomen nefrit. Han ordinerades ett varmare klimat och paret avreste i oktober mot Korfu i Grekland, men hann inte längre än till Livadia på Krim då tsaren insjuknade så svårt att han inte kunde fortsätta. Den kejserliga familjen samlades vid hans dödsbädd i Livadia, inklusive Nikolajs nyblivna trolovade Alexandra. Maria och Alexandra fick inte ett gott första intryck av varandra. Under tsarens dödskamp var det Maria som hjälpte honom att signera dokument genom att föra hans hand, och det var också till Maria snarare än till Nikolaj som både ministrar, familjemedlemmar och personal i första hand vände sig till. Detta skapade ovilja hos Alexandra, som tyckte att Maria orättfärdigt gavs företräde framför sin Nikolaj, som ju skulle bli tsar, och hon varnade Nikolaj för att låta sin mor och släkt inkräkta på hans makt.
Den 31 oktober 1894 avled Alexander III och efterträddes av Marias son Nikolaj II. Maria åtföljde kistan till St Petersburg, där begravningen ägde rum 19 november, följd av Nikolajs och Alexandras bröllop den 26 november, där Maria också deltog.

### Änkekejsarinna

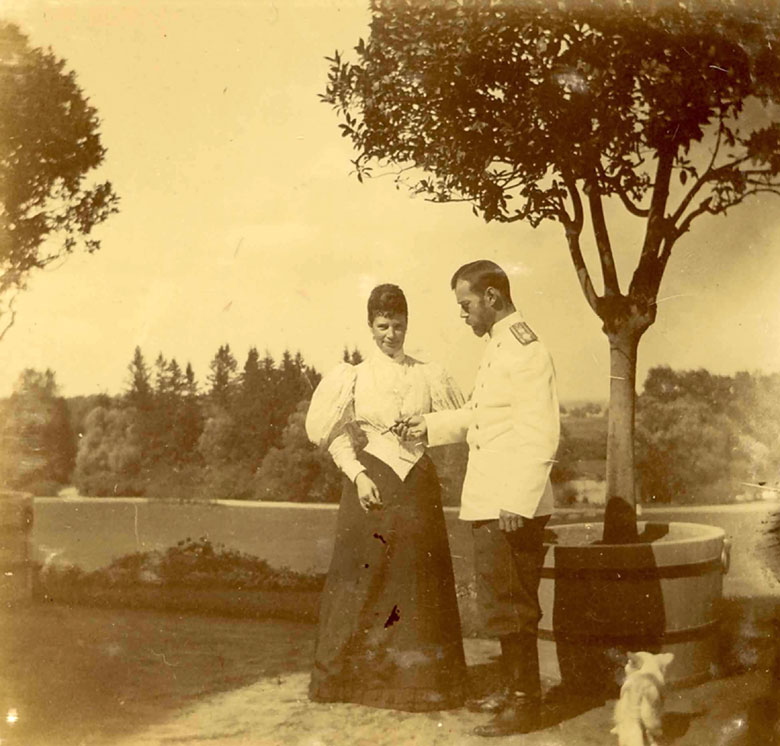
Änkekejsarinna Maria Fjodorovna och hennes son Nikolaj II 1 januari 1896.

Under sin första tid som tsar förlitade sig Nikolaj II mycket på sin mor Maria för stöd. Han kände sig osäker i sin nya roll, och han visste att hon var insatt i hur statsapparaten fungerade och kom väl överens med hovfunktionärer, ministrar och ambassadörer, och att hon genom sina breda kontakter i societeten genom sällskapslivet, och med allmänheten genom välgörenhetsarbetet, var väl informerad om samhällsopinionen. Maria å sin sida bedömde att Nikolaj var vek, och att om hon inte utnyttjade sitt inflytande skulle någon annan göra det, till exempel hans vän Vladimir Mesjtjerskij, som var känd för att utpressa ministrar. Nikolaj bad henne därför ofta om råd för att orientera sig och hon gav dem gärna. Hennes politiska inflytande bedöms ha varit betydligt större under sin sons första tio år vid makten än under hennes makes regeringstid. Hon utpekas som orsaken till att Nikolaj till att börja med behöll sin fars konservativa ministrar och ämbetsmän. Nikolaj sade ibland öppet till ministrar att han inte kunde fatta ett beslut förrän han hade rådfrågat sin mor, och ministrarna föreslog ibland självmant att han skulle rådfråga henne innan han besvarade deras frågor. "Hennes inflytande i både staten och samhället kan knappast underskattas", uppgav prinsessan Viktoria Luise av Preussen, och Marias dotter Olga förvånade sig över moderns plötsliga entusiasm för politik: 
"Hon hade aldrig förut visat minsta intresse... nu kände hon att det var hennes plikt [...] Hennes personlighet var magnetisk och hennes uthållighet för aktivitet var oemotståndlig." Bland det ryska folket kallades Maria som änkekejsarinna för "Matouscha Tsaritza", "Vår Moderkejsarinna".
Den dåliga relationen mellan Maria och hennes svärdotter, kejsarinnan Alexandra, har uppmärksammats i historien. Initialt var Maria inställd på att tycka om Alexandra i egenskap av sonens kärlek, men relationen blev snart ömsesidigt ogillande. Alexandra ogillade Marias dominans och Nikolajs beroende av sin mors råd i regeringsarbete och hovangelägenheter.  
En stor orsak till konflikten var det ryska hovprotokollet. Enligt den regel Paul I av Ryssland hade infört 1797 hade änkekejsarinnan högre status än kejsarinnan och räknades fortfarande som hovets första dam, något som skilde sig från övriga länder i Europa, där drottningen alltid hade högre status än änkedrottningen. Sedan den regeln hade införts hade Ryssland haft tre änkekejsarinnor, men endast den första av dem hade använts sig av detta företräde medan de övriga hade avstått och levt tillbakadraget som änkor. Maria, som vid 47 års ålder ska ha sett tio år yngre ut än hon var, och som var livlig och energisk och älskade det offentliga livet, var däremot ivrig att återuppta sitt offentliga liv när sorgeperioden var över i januari 1896 och hon använde sig gärna av företrädesregeln. Den innebar konkret sådana saker som att Maria, då hon framträdde med tsarparet i offentliga sammanhang, hade rätt att gå tillsammans med tsaren längst fram, medan kejsarinnan Alexandra i stället för att gå vid sin makes arm som övriga europeiska drottningar, tvingades följa efter bakom dem, och Maria använde sig av denna rätt. Det var också i första hand hon som delade ut kejserliga medaljer och utmärkelser och hade sista ordet då ny hovpersonal skulle anställas, och hon fortsatte också att ge audiens för ambassadörer och ministrar. Hon behöll dessutom ordförandeskapet över alla de välgörenhetsorganisationer som de ryska kejsarinnorna av tradition skulle förfoga över, och vägrade till en början också att överlämna kronjuvelerna. Alexandra förödmjukades av denna rangfråga, och Maria sårades när hon fick veta det. 
Alexandra hade svårt att uppfylla sin sociala roll som kejsarinna. Medan Maria lätt kom överens med folk: memorerade deras bakgrund, sade något personligt till var och en och snabbt fick dem att slappna av vid tillställningar, hade Alexandra svårt att komma över sin blyghet och tala med främlingar, och uppfattades som stel. Medan Maria glatt dansade nätterna igenom, gjorde Alexandra ett osällskapligt intryck genom att alltid lämna festen så snart hon kunde. Alexandra ogillade sällskapsliv och stötte sig med societeten genom att stryka alla med dåligt rykte från gästlistorna till hovbalerna. När detta resulterade i att nästan ingen kunde komma, överlät Nikolaj åt sin mor att fortsätta hålla kejsarbalerna istället, vilket resulterade i att Maria helt enkelt fortsatte att fylla platsen som kejsarinna i societetslivet medan Alexandra isolerades alltmer. 
Maria höll med societeten om att Alexandra hade misslyckats i sällskapslivet och gjorde ingenting för att hjälpa henne att förstå det ryska hovprotokollet.  "Utan att öppet kollidera... tycktes de fundamentalt oförmögna ... att förstå varandra," uppgav hovdamen Sophie Buxhoevden, och Marias dotter Olga skrev senare: "de hade försökt förstå varandra och misslyckats. De var ytterligt olika i karaktär, vanor och synvinkel."

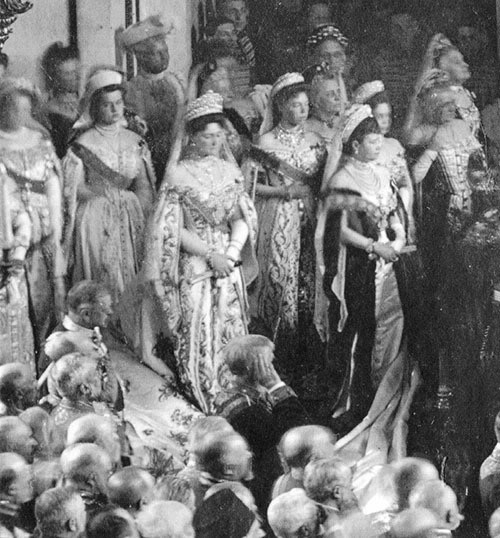
Från vänster till höger storfurstinnan Xenia Alexandrovna, kejsarinnan Alexandra Fjodorovna, storfurstinnan Olga Alexandrovna och, längst fram, änkekejsarinnan Maria Fjodorovna vid invigningen av Duman (parlamentet) 1905. I enlighet med den ryska hovetiketten gick änkekejsarinnan längst fram, då hon kom före kejsarinnan i rang.

I oktober 1900 insjuknade tsar Nikolaj i tyfoid och var nära döden. Eftersom han saknade söner och Ryssland saknade kvinnlig tronföljd, bad Maria honom att utse sin bror storfurst Mikael till tronarvinge och regent om han skulle dö. Hon fick stöd av minister Sergei Witte, som dock gick ännu längre och förespråkade att Mikael kunde bli tsar direkt, eftersom han utan tvekan skulle abdikera om det skulle visa sig att Alexandras väntade barn var en pojke. Alexandra protesterade och förklarade att hon själv skulle bli regent för en eventuell son om Nikolaj skulle dö, och misstänkte från denna stund Maria och Witte för att vilja avsätta Nikolaj med syfte att regera genom hans bror Mikael. 
Maria kritiserade starkt sonens förryskningspolitik i Finland. År 1898 hade hon förgäves protesterat hos både sonen och hans ansvariga ministrar då  han hade utsett Nikolaj Bobrikoff till Finlands generalguvernör med fullmakt att fullfölja de russifieringslagar som Marias make visserligen hade infört, men av hänsyn till henne aldrig tillämpat. 
Maria hade skaffat sig mer progressiva åsikter efter makens död och ansåg att reformer var nödvändiga för att förhindra en revolution. Hon motsatte sig därför starkt den konservative inrikesministern Vyacheslav Plehve, och när han blev mördad i ett attentat 1904 lyckades hon övertala Nikolaj att avstå från att utse den konservative Wahl till förmån för den liberala Peter Sviatopolk-Mirsky. Enligt marskalk Paul Benckendorff blev det en scen när hon övertalade honom att inte utse Wahl, "under vilken man [änkekejsarinna] nästan kastade sig om hans [tsarens] knän bönfallande honom att inte göra denna utnämning utan välja någon som kunde göra eftergifter. Hon sade att om Nikolaj inte höll med, skulle hon 'återvända till Danmark, och utan mig här så får du se hur de kommer att förvrida huvudet på dig'".    Sviatopolk-Mirsky utsågs på Marias önskan och återkallade en del av sin företrädares förtryckande åtgärder, men när han lade fram ett reformprogram godkände tsaren bara en urvattnad version av den. 
Efter sekelskiftet började Marias inflytande på Nikolaj minska i takt med att Alexandras växte: Nikolaj ville allt mer sällan träffa Maria i enrum och diskutera politik med henne, och när Alexandra slutligen födde en son 1904, hade Maria förlorat allt inflytande över tsaren, som nu istället började fråga Alexandra om råd. Hon reagerade med att under de följande åren alltmer tillbringa tid på utlandsresor.
Under rysk-japanska kriget 1904–1905 utrustade Maria sjukvårdståg till fronten, arbetade för Röda korset och tog farväl av sina personliga regementen och arméns befälhavare då de avreste till fronten. Hon förhindrade 1906 sin yngre son storfurst Mikaels giftermål med hovdamen Dina Kossikovsky, som han hade förälskat sig i, men kunde inte förhindra hans giftermål med adelsdamen Natalia Brasova, som han gifte sig med 1912. För Maria var detta ett svårt slag därför att ett morganatiskt äktenskap uteslöt Mikael ur tronföljden. Hon ville nämligen att Mikael skulle få behålla rätten att vara regent för den omyndige tronarvingen Alexej i det fall tsar Nikolaj dog i förtid, och hon ville också att han skulle ha möjlighet att bli tsar med tanke på Alexejs dåliga hälsa.
Maria ogillade starkt Rasputin, som från 1907 fick stort inflytande över tsarparet då han sade sig kunna bota tronarvingens blödarsjuka, och betraktade honom som en farlig bedragare. När hon varnades om de rykten som gick om Rasputin och tsarparet, avlade hon ett besök hos dem och rådde dem att göra sig av med Rasputin. Nikolaj vägrade att svara medan Alexandra vägrade för bådas räkning, och Maria drog slutsatsen att Nikolaj dominerades av sin maka, som saknade politiskt omdöme: 
"Min stackars svärdotter förstår inte att hon förstör dynastin och sig själv. Hon tror uppriktigt på heligheten hos en äventyrare, och vi står maktlösa inför att avvärja den olycka som säkert skall komma".
I februari 1914 avskedades minister Vladimir Kokovtsov på Alexandras önskan sedan han hade uttryckt sig negativt om Rasputin. Maria konfronterade återigen Nikolaj, som frågade henne: "Tror du att jag är glad över det?" Hon träffade sedan Kokotsov och sade: 
"Ni måste förstå min oro inför framtiden. Min svärdotter tycker inte om mig; hon tror att jag är avundsjuk på hennes makt. Hon fattar inte att min enda önskan är att se min son lycklig. Ändå ser jag att vi närmar oss en katastrof, och tsaren lyssnar bara på smickrare... varför talar ni inte om allt ni vet och tror för tsaren ... om det inte redan är för sent."  Kokotsov svarade att kejsarinnan betraktade honom som sin fiende och att tsaren varken lyssnade eller trodde på honom.

### Första världskriget

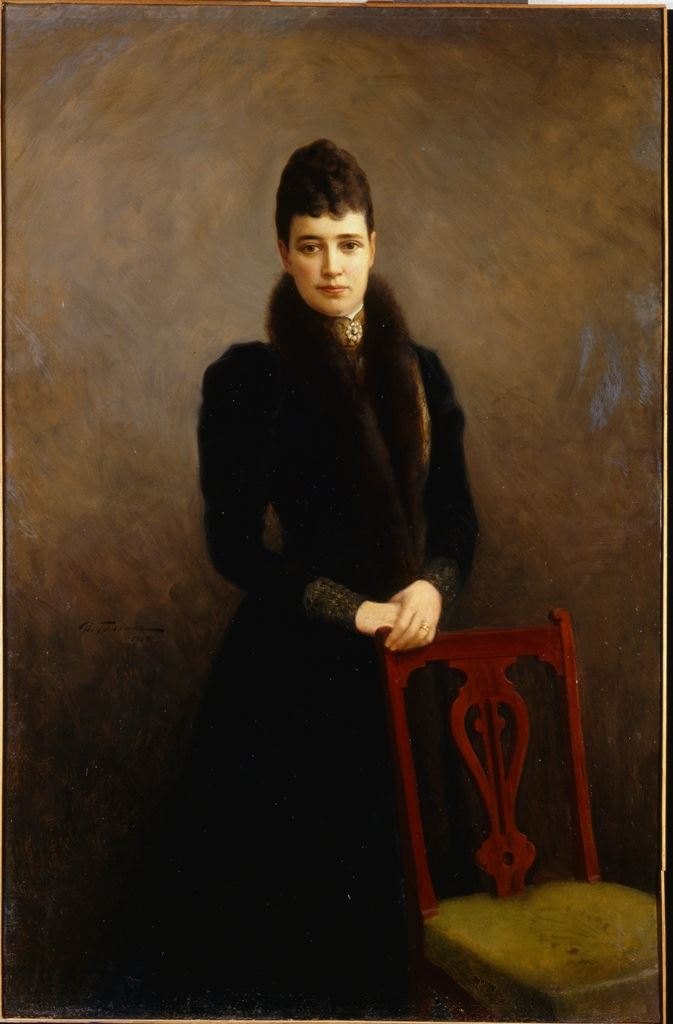
Maria Fjodorovna år 1904

När första världskriget bröt ut befann sig Maria på besök hos sin syster änkedrottning Alexandra i Storbritannien. Hon försökte återvända via Tyskland, men efter att tåget kvarhållits i Berlin tvingades hon fortsätta till Ryssland via Danmark, Sverige och Finland. 
Under kriget engagerade hon sig i Röda korset, organiserade insamlingar för sjukvården, utrustade sjukvårdståg, utverkade att ambulanser fick skickas till fronten, hjälpte soldater och anhöriga som vände sig till henne för att hon skulle utnyttja sina kontakter med myndigheter för deras räkning, och besökte sjukhus, där hon uppskattades för sitt medkännande sätt.
År 1915 beslöt Nikolaj att personligen ta befälet över armén vid fronten. Maria protesterade och försökte förgäves övertala honom att avstå genom att säga honom att om kriget gick dåligt skulle han som befälhavare få hela skulden, och dessutom skulle alla tro att han tog befälet på order av Rasputin genom Alexandra. 
När Nikolaj avreste till fronten kvarblev hennes svärdotter kejsarinnan Alexandra som de facto-regent i Petrograd. Hennes regering präglades av ständiga byten av ministrar, vilket gjorde den instabil och ineffektiv. På grundval av Rasputins åsikt bad hon tsaren att avskeda och tillsätta ministrar, och han följde oftast hennes råd. Som före detta tyska och kusin till Tysklands kejsare utpekades Alexandra som förrädare och tysk agent. Hennes ställning underminerades ytterligare på grund av hennes beroende av Rasputin, som gav henne politiska råd. Samtidigt gjorde tsarens deltagande i kriget vid fronten att de militära förlusterna skylldes på honom. 
Inom den kejserliga familjen uppfattade man den impopularitet som tsaren utsattes för på grund av Alexandras politiska aktivism och beroende av Rasputin som ett hot mot monarkin i Ryssland, och fruktade en revolution. Alexandras syster Elisabeth av Hessen (1864–1918) och Victoria Melita av Sachsen-Coburg-Gotha ombads att tala med Alexandra för att få henne att göra sig av med Rasputin, samtidigt som två storfurstar försökte tala med tsaren för att få honom att sluta lyssna på Alexandras råd, men utan framgång. När dessa försök misslyckades, planerades två komplotter av tsarens släkt för att avsätta honom: den ena av hans mor Maria tillsammans med Pavel Aleksandrovitj av Ryssland, som planerade att avsätta honom till förmån för hans omyndige son, vars förmyndarregering skulle ledas av dem; och den andra av Marie av Mecklenburg-Schwerin, som även den syftade till att avsätta honom till förmån för hans son, men med hennes son Kirill i makten för förmyndarregeringen. Den första kuppen avvärjdes genom att tsaren på Alexandras uppmaning beordrade Maria att lämna huvudstaden, och den andra hann aldrig verkställas innan revolutionen utbröt. 
Maria lämnade St Petersburg efter ett häftigt gräl med Nikolaj. När minister Polianov avskedades på Alexandras uppmaning ombads Maria att ingripa och tala med Nikolaj. Hon vägrade initialt, enligt vad Marie av Mecklenburg-Schwerin sade till franska ambassadören: 
"Det är inte bristen på mod eller motivation som håller henne tillbaka. Det är bättre att hon avstår. Hon är för rakt på sak och impulsiv. I samma ögonblick hon börjar läxa upp sin son drar känslorna iväg med henne; hon säger ibland raka motsatsen till vad hon borde; hon irriterar och förödmjukar honom. Sedan håller han på sin värdighet och påminner sin mor om att han är kejsare. De skiljs åt i ursinne."  Enligt Felix Jusupov ställde Maria ett ultimatum och krävde av Nikolaj att han skulle välja mellan henne och Rasputin, och när han vägrade göra sig av med Rasputin, lämnade hon Petrograd.
Maria lämnade Petrograd i maj 1916 och reste till i Lillryssland i nuvarande Ukraina där hon bosatte sig i Marinskijpalatset i Kiev tillsammans med furst Sergej Dogorukov, furst Georg Shervashidze, som ryktades vara hennes älskare, och sina hovdamer grevinnan Olga Heyden och grevinnan Zinaida "Zina" Mengden. Kejsarinnan Alexandra kommenterade det till tsaren med orden: "Det är mycket bättre att Kära Mor bor i Kiev, där klimatet är mildare och hon kan leva som hon vill och hör mindre skvaller".
I Kiev fortsatte Maria sitt engagemang i Röda korsets sjukvårdsverksamhet, besökte sjukhus och blev snabbt populär för sin omtanke om soldater som skadats i kriget, när hon bland annat organiserade yrkeskurser för krigsinvalider för att förse dem med arbete sedan de tvingats lämna armén. Staden var också vald med tanke på att båda hennes döttrar bodde i närheten: Xenia bodde med sin make, storfurst Alexander "Sandro", på Krim och kunde ofta komma på besök, och hennes yngre dotter Olga var verksam som sjuksköterska i just Kiev. I september uppvaktades hon med stora festligheter och gratulationer från representanter från det ryska imperiets alla hörn på sitt femtioårsjubileum sedan hon kom till Ryssland 1866. Vid det tillfället kom även flera medlemmar av kejsarfamiljen för att gratulera henne, även tsar Nikolaj, och hon gladde sig åt att han kom utan svärdottern. Kejsarinnan Alexandra förvarnade honom inför mötet: "När du träffar stackars Kära Mor, måste du ganska skarpt tala om för henne hur plågad du är över att hon lyssnar på förtal och inte stoppar det, eftersom det skapar bråk och andra säkert skulle bli glada över att sätta upp henne mot mig..." Under Nikolajs besök i Kiev tog Maria också upp den regeringskris som skapats på grund av Alexandras ständiga ministerbyten, och krävde att han skulle avskeda minister Sturmer och göra sig kvitt Rasputin, men Nikolaj nämnde ingenting om detta för Alexandra. När han rest hem, skrev hon till honom och bad honom att inte bara sända bort Rasputin utan också förbjuda Alexandra att utöva inflytande över politiken. Detta resulterade i att tsarparet bröt kontakten med tsarens släktingar, och Alexandra förmanade tsaren: "Om Kära Mor skulle skriva, kom ihåg att Mikalerna står bakom henne [Sandro och hans bröder, sönerna till storfurst Mikael Nikolajevitj]. Tack Gud är hon inte här, men snälla människor finner orsak att skriva och ställa till skada." Storfurst Mikael Nikolajevitj försökte sedan föra fram samma budskap till tsarparet på uppmaning av Maria och tsarens systrar, men även det förgäves.
I november skilde sig hennes yngsta dotter Olga från sin make prins Peter av Oldenburg och gifte om sig med sin älskare löjtnant Nikolaj Kulikovskij. Maria var medveten om att Olga varit olycklig i sitt arrangerade äktenskap, och hon hade godkänt att hon hade ett hemligt förhållande med Kulikovskij, men hon tyckte illa om skilsmässor och ansåg att Kulikovskij hade för låg social status för att gifta sig med Olga. Trots detta närvarande hon vid bröllopet, eftersom hon förstod att Kulikovskij gjorde Olga lycklig. Däremot accepterade hon honom aldrig fullt ut som svärson.
I december 1916 mördades Rasputin i en sammansvärjning av en grupp adelsmän, däribland storfurst Dimitrij Pavlovitj och prins Felix Jusupov. Maria ogillade mordet som sådant men välkomnade Rasputins död eftersom hon, liksom många andra, trodde att kejsarinnan nu skulle dra sig tillbaka från politiken och sluta destabilisera regeringen. De allierade ambassadörerna och flera kejserliga släktingar hoppades att Maria skulle återvända till Petrograd och ersätta Alexandra som tsarens politiska rådgivare. Felix Jusupov och Sandro hoppades att de skulle kunna återvända med Maria så snart tsaren hade återvänt till fronten och sedan arrestera ministrarna Protopopov och Schehglovaty och förvisa Alexandra och hennes favorithovdam Anna Vyrubova till Krim. Maria ville dock inte återvända, men hon skrev till tsaren och bad honom framgångsrikt att inte åtala storfust Dimitrij. Mordet på Rasputin ledde dock inte till att Alexandra förlorade sitt inflytande, och regeringskrisen fortsatte. De kejserliga storfurstarna övervägde nu att avsätta tsaren till förmån för hans minderåriga son Alexej och ta makten i en förmyndarregering, och de frågade Maria om hennes åsikt. Hon medgav att Alexandra på något sätt måste förflyttas från allt inflytande över politik: 
"Alexandra Fjodorovna måste förvisas. Jag vet inte hur men det måste göras. Annars kanske hon blir helt galen. Låt henne gå i kloster eller bara försvinna."

### Ryska revolutionen
I mars 1917 utbröt ryska revolutionen i Petrograd. Hungersnöd ledde till upplopp där soldaterna, som kallats ut för att skjuta på demonstranterna, i stället vände sig mot sina befäl, och parlamentet, Riksduman, förbjöds att sammanträda men trotsade ordern. Förbindelserna mellan huvudstaden och Kiev var vid denna tid dåliga och Maria hade svårt att få veta vad som hände: 
"Träffade Fogel som talade om för mig vad han visste. Upplopp på gatorna, allt efter att Duman stängdes; för detta kan vi tacka hennes hunger att styra i Nickys frånvaro; det är ofattbart att ta på sig sådant ansvar. Det förekommer strider på gatorna; armén som kallats in vägrade att beskjuta folket. Så polisen besköt dem: många döda! Rodzianko har tagit kontrollen över en ny regering... alla de tidigare ministrarna avskedade, arresterade..."
Den 15 mars tvingades tsar Nikolaj abdikera till förmån för sin son Alexej; när han blev påmind om sin minderårige sons bräckliga hälsa, abdikerade han i stället till förmån för sin bror, Marias yngre son storfurst Mikael. Dagen därpå erbjöds Mikael tronen i Petrograd, men eftersom den hatiskt anti-rojalistiska stämningen gjorde att hans säkerhet inte kunde garanteras, förklarade han att han inte ville bestiga tronen förrän han ombads göra det av ett valt parlament. Därmed avslutades den ryska monarkin. 
För Maria var meddelandet om abdikationen och avskaffandet av monarkin en chock som hon beskrev som sitt livs största förödmjukelse. Tillsammans med sin svärson storfurst Sandro reste hon för att träffa sin son, extsar Nikolaj, i Mogiljev på hans hemväg från fronten till Petrograd. Mötet var emotionellt och hon sade efteråt: "Nicky öppnade sitt stackars blödande hjärta och vi grät tillsammans."
Vid hennes återkomst till Kiev hade nyheterna om revolutionen nått staden, och stämningen hade snabbt förändrats på bara några dagar. Hon möttes inte av en välkomstkommitté eller eskort av kosacker vid stationen, de kejserliga flaggorna och vapnen hade plockats bort till och med på hennes egen vagn och på Marinskijpalatset och ersatts av röda fanor, hedersvakten runt palatset hade försvunnit och ersatts av soldater som inte hälsade på henne, och hennes hovpersonal hade blivit fråntagna sina uniformer. Polisen avskaffades i Kiev, fängelsefångar släpptes fria och hyllades som politiska fångar och obscen graffiti om tsarparet uppkom på väggarna i staden. När Maria försökte återuppta sin vana att besöka sjukhuset, stoppades hon vid dörren och informerades om att hon inte längre var önskvärd. Hon fråntogs också sin ställning som ordförande för ryska Röda korset och alla andra föreningar hon hade ansvarat för som kejsarinna och änkekejsarinna. Olga uppgav att Maria inte förstod vad som hade hänt och skyllde allting på Alexandra.
Den 20 mars krävde Petrograds sovjet att den före detta tsaren, kejsarinnan, tronföljaren och änkekejsarinnan skulle arresteras. Tsarfamiljen satt snart under husarrest i Tsarskoje Selo, och Maria kunde inte längre få någon kontakt med dem. Danmarks regering erbjöd sig genom sin ambassadör Scavenius Rysslands provisoriska regering att ta hand om Maria, som var före detta dansk prinsessa. 
Den 2 april konfiskerades all egendom som tillhörde den förra tsarfamiljens medlemmar, även Marias. Samtidigt talade Kievs nya regering om för Maria att hon inte längre var välkommen i staden. Hennes svärson Sandro bad henne att följa med dem till Krim, men hon sade att hon hellre ville resa till sin son och barnbarn i Tsarskoje Selo. Inflytelserika vänner tog då kontakt med Rysslands provisoriska regering och påminde Alexander Kerenskij om hans ansvar att skydda alla medlemmar av den före detta tsarfamiljen, och han sände då en order om att samtliga medlemmar av familjen Romanov i Kiev genast skulle ge sig av till Krim. Den 5 april lämnade Maria staden med privattåg med två kosacker som livvakt, sin hovman Dolgorukov och hovdam Mengden, sin svärson Sandro och sin dotter Olga och dennas make samt en handfull personal, och reste till Sandros och hennes äldsta dotter Xenias hem, slottet Ai-Todor utanför Jalta på Krim, dit revolutionen ännu inte hade nått.
När revolutionen nådde Krim i maj bildades en lokal kommunistisk sovjet i både Jalta och Sevastopol på Krim, som båda försökte ta kontroll över området, men inte kunde enas om var gränsen för deras respektive områden gick. I maj flyttade en kommissarie från Sevastopols sovjet in i Ai-Todor med tjugo sjömän och placerade familjen i husarrest. Maria väcktes vid femtiden på morgonen och fick gömma sig bakom en skärm iklädd morgonrock i flera timmar medan hennes sovrum genomsöktes och alla hennes papper konfiskerades, innan hon utsattes för ett förhör för kontrarevolutionär verksamhet. 
I övrigt utsattes familjen inte för trakasserier, och Maria fick till exempel behålla sitt juvelskrin. Hon beskrivs inte som rädd eller ledsen, utan tvärtom som arg över behandlingen. När Rysslands provisoriska regering störtades och kommunisterna under Lenin tog makten under oktoberrevolutionen försämrades stämningen och en incident inträffade: en ny kommissarie, Zadorojny, sammankallade dem alla för uppräkning i hallen, och då Maria vägrade att komma nedför trappan för att ställa upp för räkning riktade han sin pistol mot hennes huvud. Scenen avslutades när kommissarien slutligen sänkte vapnet och gick ut. Danska regeringen fortsatte utverka tillstånd för henne att resa till Danmark. De fick svaret att hon var en betydelselös reaktionär gammal dam, som kunde åka så snart Danmarks regering hade erkänt Sovjetunionen och öppnat de frysta ryska bankkontona i Danmark. I februari 1918 ville Jaltas sovjet skjuta familjen, medan Sevastopols sovjet under Zadorojny, som hade hand om dem, först ville vänta på eventuell dom från Lenin. Zadorojny flyttade dem därför till grannslottet Djulber, som tillhörde storfurst Peter Nikolajevitj, eftersom det slottet var lättare att försvara på grund av sin arkitektur.
Första världskriget pågick fortfarande, Ryssland var i krig med Tyskland, och våren 1918 erövrades Lillryssland och Nya Ryssland (dagens Ukraina) av det tyska kejsardömets armé. De lokala sovjeterna ville avrätta så många antirevolutionärer som möjligt innan tyskarna hann fram till Krim och befriade dem, och över hela halvön attackerades slott och medlemmar av den före detta adeln dödades. Djulber attackerades flera gånger, men försvarades framgångsrikt av Zadorojny och hans kommunistiska soldater. Slutligen nådde tyskarna fram till området under marskalk Hermann von Eichhorn, vilket placerade det under tysk ockupation och därmed tillfälligt avslutade det sovjetiska styret. De kommunistiska vakterna runt Djulber byttes ut mot tyskar, och Maria och hennes döttrar och svärsöner var därmed fria. De chockerade sina tyska befriare genom att be om att deras kommunistiska vakter, som försvarat dem, inte skulle bli avrättade, något tyskarna kände sig tvingade att gå med på. Maria var som rysk patriot inte förtjust över att bli räddad av tyskar, och förklarade att hon 
hade föredragit att bli dödad av ryssar än räddad av tyskar.

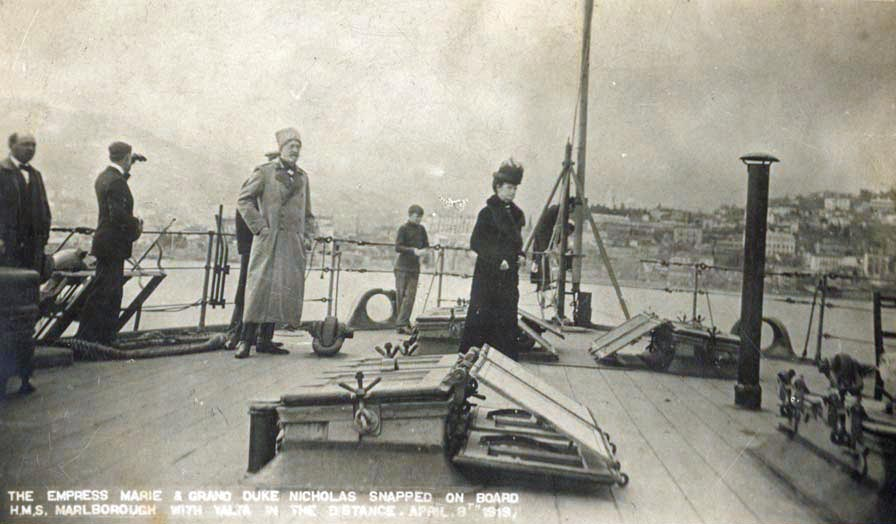
Maria Fjodorovna då hon lämnade Krim på det brittiska slagskeppet HMS Marlborough 1919.

Under den tyska ockupationen kunde Maria och de övriga medlemmarna av kejsarfamiljen på Krim återigen leva ungefär som före revolutionen på de sommarslott de ägde där, och Maria flyttade till Villa Harax, försedd med en tysk hedersvakt för syns skull. Hon plågades dock alltmer av oro för sina söner. I juni nåddes hon av nyheten att hennes yngre son Mikael hade blivit skjuten i Perm, och i augusti fick hon veta att hennes äldre son, för detta tsar Nikolaj, hade skjutits i Jekaterinburg. Maria vägrade absolut att tro på att de var döda och vägrade att gå på minnesgudstjänst. 
Hösten 1918 blev det alltmer klart att tyskarna skulle tvingas evakuera sina ockuperade ryska områden. Förslag lades fram om att Maria och de övriga medlemmarna av familjen Romanov på Krim skulle låta sig evakueras av tyskarna, men hon vägrade att resa till Tyskland, och sade att hon föredrog Danmark eller Sverige. 
I november lämnade tyskarna Krim och övriga ryska områden, och ryska inbördeskriget utbröt mellan de vita och de röda. 
Romanoverna på Krim beskyddades av Vita armén, och Maria blev entusiastisk av tanken på att hjälpa de vita i inbördeskriget. De vitas chanser bedömdes dock som små, och i utlandet rådde oro för hennes säkerhet om Röda armén skulle återta Krim.  
Kung George V av Storbritannien, som hade misslyckats med att rädda tsarfamiljen, sände bud med amiral Calthorpe och erbjöd sig att evakuera henne, drottning Marie av Rumänien sände ett skepp för att föra Maria till Rumänien, och kungen av Italien erbjöd sig sin gästfrihet. Hon vägrade dock att låta sig evakueras: "Här är jag med möjlighet att hjälpa till att organisera motståndet mot bolsjevikerna. Ni kan inte ta med er alla som har offrat allt för mig och min familj. Jag kan inte lämna dem." Hon vägrade att lämna Ryssland innan hon hade fått bekräftelse på om hennes söner Nikolaj och Mikael verkligen var dödade, något som vid denna tidpunkt var svårt att få uppgifter om; och om de var vid liv, ville hon inte lämna Ryssland förrän hon hade fått veta var de var och om de behövde hennes hjälp.
Våren 1919 invaderades Krim av Röda armén. Kapten Charles Johnson brittiska slagskeppet HMS Marlborough överlämnade ett brev från hennes systerson George V av Storbritannien och hennes syster Storbritanniens änkedrottning Alexandra och talade om för henne att detta var hennes sista möjlighet att fly. Efter flera timmars diskussioner lyckades man slutligen övertala Maria att gå med på att fly, men hon ställde som villkor att det brittiska skeppet även skulle ta med sig samtliga medlemmar av familjen Romanov som fanns kvar på Krim, hennes hovpersonal samt alla de antikommunistiska flyktingar som hade samlats där. Den 11 april 1919 evakuerades Maria tillsammans med nitton medlemmar av familjen Romanov med tjänare, och de följande tre dagarna togs även ett stort antal flyktingar ombord på Jalta. När skeppet slutligen lämnade Krim, fick ett mötande skepp fullt med Vita arméns soldater, som passerade dem på väg att slåss mot bolsjevikerna, syn på Maria på skeppet, och sjöng då den kejserliga nationalsången för henne. Hon vinkade till dem tills skeppen inte längre såg varandra. Det var den sista gången Tsarrysslands nationalsång framfördes för en medlem av tsarfamiljen i Ryssland.

### Exil
Maria evakuerades via Istanbul och Malta, där de flesta av de ryska flyktingarna tvingades stiga iland, till Storbritannien, där hon steg iland i London med sjutton manliga och tjugosex kvinnliga tjänare och välkomnades av sin syster änkedrottning Alexandra. Systrarna bodde sedan tillsammans en tid på Sandringham House i Norfolk. Hennes närvaro var inte helt välkommen i England, då den brittiska regeringen hade erkänt Sovjetunionen och den brittiska allmänheten ogillade den ryska monarkin, det brittiska kungahuset inte ville stöta sig med allmänna opinionen, och hennes ständiga försök att utverka inresetillstånd för de ryska flyktingarna som hade lämnats kvar på Malta sågs som ett problem. Hon fortsatte därför senare samma år vidare till Danmark. Hennes dotter Xenia valde att stanna i Storbritannien, men Olga bosatte sig med henne i Danmark.

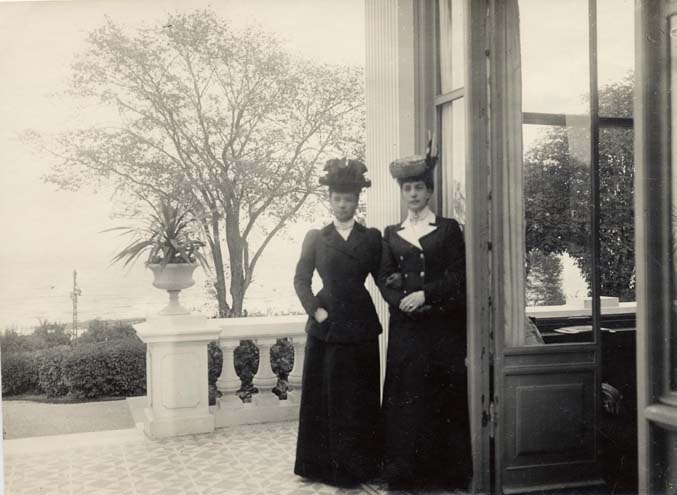
Alexandra och Maria Fjodorovna på Hvidøre, c. 1910

I Danmark bodde hon i Amalienborgs slotts i Köpenhamn och i sin villa Hvidøre på Strandvejen i Skovshoved norr om Köpenhamn resten av sitt liv. Hon hade förlorat alla sina tillgångar utom sitt juvelskrin, och blev försörjd genom bidrag från släktingar och vänner. Bland dem fanns Hans Niels Anderssen, en dansk affärsman hon ofta hade hjälpt under sin tid som kejsarinna, och som nu betalade tillbaka genom att öppna ett bankkonto åt henne. Hennes brorson kung Kristian X av Danmark ogillade det ekonomiska ansvar han tvingades ta för henne och han tyckte också illa om den offentliga plats hon tog. Maria var populär bland allmänheten: den kungliga vakten brukade till exempel skyldra gevär inför henne när den såg henne i fönstret, något kungen ogillade. Eftersom hon aldrig hade behövt lära sig att hantera pengar, kunde hon inte förmås att förstå pengars värde, och hon hade därför ständigt problem med sin ekonomi.
Maria Fjodorovna hade stor prestige bland de exilryska rojalisterna. Tusentals ryska flyktingar samlades i Köpenhamn kring henne. Många av dem bad också om bidrag, något som ytterligare tyngde hennes ekonomi. Till sin död vägrade hon att tro på att hennes söner Nikolaj och Mikael var döda. Vid den här tiden var det heller inte bevisat eller bekräftat att de var det. Hon engagerade en privatdetektiv att undersöka sonens död. I den ryska exilkolonin var det underförstått att ingen medlem av det före detta ryska kejsarhuset i exil skulle överta rättigheterna till tronen så länge hon var vid liv. Även om hon påstod att hon vägrade befatta sig med exilrojalisternas affärer och tackade nej till att bli tsarhusets överhuvud i exil, så var det ändå i praktiken så att ingen åtgärd fick vidtas av den exilmonarkistiska rörelsen utan hennes godkännande. När hennes son Mikael dödförklarades 1924 utropade sig storfurst Kiril till titulärtsar i exil och överhuvud för det ryska kejsarhuset. Maria vägrade att godkänna detta, vilket gjorde att den exilryska rojaliströrelsen splittrades i två delar. När Anna Anderson 1925 påstod sig vara storfurstinnan Anastasia vägrade Maria att träffa henne och trodde aldrig att hon var den hon påstod. Ända till sin död hade hon en livkosack, Timofej Jasjtjik (1878–1946), som kammartjänare. Denne blev sedan tobakshandlare i Köpenhamn.

### Begravning
Maria Fjodorovna begravdes i Roskilde domkyrka i Danmark. 1997 framlade Ryssland en begäran om att få henne återbegraven i Ryssland, vilket skedde 28 september 2006. I enlighet med sin sista önskan begravdes hon bredvid sin make Alexander III och sin son Nikolaj II; under hennes sista färd kördes kistan runt i centrala Sankt Petersburg på en svart likvagn flankerad av vakter i uniformer från tsartiden. Kistan lades i en vit sarkofag inne i Peter-Paulkatedralen. Begravningsgudstjänsten hölls i Isakskatedralen under ledning av patriark Aleksij II, den rysk-ortodoxa kyrkans ledare.

## Barn
1. Nikolaj II, (1868–1918)
2. Alexander, (1869–1870)
3. Georg, (1871–1899) död i lungtuberkulos
4. Xenia Alexandrovna, (1875–1960), gift med Alexander Michailovitj av Ryssland
5. Michail Aleksandrovitj, (1878–1918)
6. Olga Alexandrovna, (1882–1960)

## Anfäder
|                   |  |  |  |  |  |  |  |                         |  |  |  |  |  |  |  |                                  |  |  |  |  |  |  |  |                                        |  |  |  |  |  |  |  | Karl Anton August av Holstein-Beck         |
|                   |  |  |  |  |  |  |  |                         |  |  |  |  |  |  |  |                                  |  |  |  |  |  |  |  |                                        |  |  |  |  |  |  |  |                                            |
|                   |  |  |  |  |  |  |  |                         |  |  |  |  |  |  |  |                                  |  |  |  |  |  |  |  | Fredrik Karl Ludvig av Holstein-Beck   |  |  |  |  |  |  |  |                                            |
|                   |  |  |  |  |  |  |  |                         |  |  |  |  |  |  |  |                                  |  |  |  |  |  |  |  |                                        |  |  |  |  |  |  |  |                                            |
|                   |  |  |  |  |  |  |  |                         |  |  |  |  |  |  |  |                                  |  |  |  |  |  |  |  |                                        |  |  |  |  |  |  |  | Frederica av Dohna-Schlobitten             |
|                   |  |  |  |  |  |  |  |                         |  |  |  |  |  |  |  |                                  |  |  |  |  |  |  |  |                                        |  |  |  |  |  |  |  |                                            |
|                   |  |  |  |  |  |  |  |                         |  |  |  |  |  |  |  | Wilhelm av Beck-Glücksburg       |  |  |  |  |  |  |  |                                        |  |  |  |  |  |  |  |                                            |
|                   |  |  |  |  |  |  |  |                         |  |  |  |  |  |  |  |                                  |  |  |  |  |  |  |  |                                        |  |  |  |  |  |  |  |                                            |
|                   |  |  |  |  |  |  |  |                         |  |  |  |  |  |  |  |                                  |  |  |  |  |  |  |  |                                        |  |  |  |  |  |  |  | Karl Leopold, greve av Schlieben           |
|                   |  |  |  |  |  |  |  |                         |  |  |  |  |  |  |  |                                  |  |  |  |  |  |  |  |                                        |  |  |  |  |  |  |  |                                            |
|                   |  |  |  |  |  |  |  |                         |  |  |  |  |  |  |  |                                  |  |  |  |  |  |  |  | Friederike av Schlieben                |  |  |  |  |  |  |  |                                            |
|                   |  |  |  |  |  |  |  |                         |  |  |  |  |  |  |  |                                  |  |  |  |  |  |  |  |                                        |  |  |  |  |  |  |  |                                            |
|                   |  |  |  |  |  |  |  |                         |  |  |  |  |  |  |  |                                  |  |  |  |  |  |  |  |                                        |  |  |  |  |  |  |  | Maria Eleonore av Lehndorff                |
|                   |  |  |  |  |  |  |  |                         |  |  |  |  |  |  |  |                                  |  |  |  |  |  |  |  |                                        |  |  |  |  |  |  |  |                                            |
|                   |  |  |  |  |  |  |  | Kristian IX av Danmark  |  |  |  |  |  |  |  |                                  |  |  |  |  |  |  |  |                                        |  |  |  |  |  |  |  |                                            |
|                   |  |  |  |  |  |  |  |                         |  |  |  |  |  |  |  |                                  |  |  |  |  |  |  |  |                                        |  |  |  |  |  |  |  |                                            |
|                   |  |  |  |  |  |  |  |                         |  |  |  |  |  |  |  |                                  |  |  |  |  |  |  |  |                                        |  |  |  |  |  |  |  | Fredrik II av Hessen-Kassel                |
|                   |  |  |  |  |  |  |  |                         |  |  |  |  |  |  |  |                                  |  |  |  |  |  |  |  |                                        |  |  |  |  |  |  |  |                                            |
|                   |  |  |  |  |  |  |  |                         |  |  |  |  |  |  |  |                                  |  |  |  |  |  |  |  | Karl II av Hessen-Kassel               |  |  |  |  |  |  |  |                                            |
|                   |  |  |  |  |  |  |  |                         |  |  |  |  |  |  |  |                                  |  |  |  |  |  |  |  |                                        |  |  |  |  |  |  |  |                                            |
|                   |  |  |  |  |  |  |  |                         |  |  |  |  |  |  |  |                                  |  |  |  |  |  |  |  |                                        |  |  |  |  |  |  |  | Maria av Storbritannien                    |
|                   |  |  |  |  |  |  |  |                         |  |  |  |  |  |  |  |                                  |  |  |  |  |  |  |  |                                        |  |  |  |  |  |  |  |                                            |
|                   |  |  |  |  |  |  |  |                         |  |  |  |  |  |  |  | Louise Karolina av Hessen-Kassel |  |  |  |  |  |  |  |                                        |  |  |  |  |  |  |  |                                            |
|                   |  |  |  |  |  |  |  |                         |  |  |  |  |  |  |  |                                  |  |  |  |  |  |  |  |                                        |  |  |  |  |  |  |  |                                            |
|                   |  |  |  |  |  |  |  |                         |  |  |  |  |  |  |  |                                  |  |  |  |  |  |  |  |                                        |  |  |  |  |  |  |  | Fredrik V av Danmark                       |
|                   |  |  |  |  |  |  |  |                         |  |  |  |  |  |  |  |                                  |  |  |  |  |  |  |  |                                        |  |  |  |  |  |  |  |                                            |
|                   |  |  |  |  |  |  |  |                         |  |  |  |  |  |  |  |                                  |  |  |  |  |  |  |  | Louise av Danmark                      |  |  |  |  |  |  |  |                                            |
|                   |  |  |  |  |  |  |  |                         |  |  |  |  |  |  |  |                                  |  |  |  |  |  |  |  |                                        |  |  |  |  |  |  |  |                                            |
|                   |  |  |  |  |  |  |  |                         |  |  |  |  |  |  |  |                                  |  |  |  |  |  |  |  |                                        |  |  |  |  |  |  |  | Louise av Storbritannien                   |
|                   |  |  |  |  |  |  |  |                         |  |  |  |  |  |  |  |                                  |  |  |  |  |  |  |  |                                        |  |  |  |  |  |  |  |                                            |
| Dagmar av Danmark |  |  |  |  |  |  |  |                         |  |  |  |  |  |  |  |                                  |  |  |  |  |  |  |  |                                        |  |  |  |  |  |  |  |                                            |
|                   |  |  |  |  |  |  |  |                         |  |  |  |  |  |  |  |                                  |  |  |  |  |  |  |  |                                        |  |  |  |  |  |  |  | Fredrik II av Hessen-Kassel                |
|                   |  |  |  |  |  |  |  |                         |  |  |  |  |  |  |  |                                  |  |  |  |  |  |  |  |                                        |  |  |  |  |  |  |  |                                            |
|                   |  |  |  |  |  |  |  |                         |  |  |  |  |  |  |  |                                  |  |  |  |  |  |  |  | Fredrik III av Hessen-Kassel           |  |  |  |  |  |  |  |                                            |
|                   |  |  |  |  |  |  |  |                         |  |  |  |  |  |  |  |                                  |  |  |  |  |  |  |  |                                        |  |  |  |  |  |  |  |                                            |
|                   |  |  |  |  |  |  |  |                         |  |  |  |  |  |  |  |                                  |  |  |  |  |  |  |  |                                        |  |  |  |  |  |  |  | Maria av Storbritannien                    |
|                   |  |  |  |  |  |  |  |                         |  |  |  |  |  |  |  |                                  |  |  |  |  |  |  |  |                                        |  |  |  |  |  |  |  |                                            |
|                   |  |  |  |  |  |  |  |                         |  |  |  |  |  |  |  | Wilhelm av Hessen-Kassel         |  |  |  |  |  |  |  |                                        |  |  |  |  |  |  |  |                                            |
|                   |  |  |  |  |  |  |  |                         |  |  |  |  |  |  |  |                                  |  |  |  |  |  |  |  |                                        |  |  |  |  |  |  |  |                                            |
|                   |  |  |  |  |  |  |  |                         |  |  |  |  |  |  |  |                                  |  |  |  |  |  |  |  |                                        |  |  |  |  |  |  |  | Karl Wilhelm av Nassau-Usingen             |
|                   |  |  |  |  |  |  |  |                         |  |  |  |  |  |  |  |                                  |  |  |  |  |  |  |  |                                        |  |  |  |  |  |  |  |                                            |
|                   |  |  |  |  |  |  |  |                         |  |  |  |  |  |  |  |                                  |  |  |  |  |  |  |  | Caroline av Nassau-Usingen             |  |  |  |  |  |  |  |                                            |
|                   |  |  |  |  |  |  |  |                         |  |  |  |  |  |  |  |                                  |  |  |  |  |  |  |  |                                        |  |  |  |  |  |  |  |                                            |
|                   |  |  |  |  |  |  |  |                         |  |  |  |  |  |  |  |                                  |  |  |  |  |  |  |  |                                        |  |  |  |  |  |  |  | Karoline Felizitas von Leiningen-Dagsburg  |
|                   |  |  |  |  |  |  |  |                         |  |  |  |  |  |  |  |                                  |  |  |  |  |  |  |  |                                        |  |  |  |  |  |  |  |                                            |
|                   |  |  |  |  |  |  |  | Louise av Hessen-Kassel |  |  |  |  |  |  |  |                                  |  |  |  |  |  |  |  |                                        |  |  |  |  |  |  |  |                                            |
|                   |  |  |  |  |  |  |  |                         |  |  |  |  |  |  |  |                                  |  |  |  |  |  |  |  |                                        |  |  |  |  |  |  |  |                                            |
|                   |  |  |  |  |  |  |  |                         |  |  |  |  |  |  |  |                                  |  |  |  |  |  |  |  |                                        |  |  |  |  |  |  |  | Fredrik V av Danmark                       |
|                   |  |  |  |  |  |  |  |                         |  |  |  |  |  |  |  |                                  |  |  |  |  |  |  |  |                                        |  |  |  |  |  |  |  |                                            |
|                   |  |  |  |  |  |  |  |                         |  |  |  |  |  |  |  |                                  |  |  |  |  |  |  |  | Arvprins Fredrik av Danmark            |  |  |  |  |  |  |  |                                            |
|                   |  |  |  |  |  |  |  |                         |  |  |  |  |  |  |  |                                  |  |  |  |  |  |  |  |                                        |  |  |  |  |  |  |  |                                            |
|                   |  |  |  |  |  |  |  |                         |  |  |  |  |  |  |  |                                  |  |  |  |  |  |  |  |                                        |  |  |  |  |  |  |  | Juliana Maria av Braunschweig-Wolfenbüttel |
|                   |  |  |  |  |  |  |  |                         |  |  |  |  |  |  |  |                                  |  |  |  |  |  |  |  |                                        |  |  |  |  |  |  |  |                                            |
|                   |  |  |  |  |  |  |  |                         |  |  |  |  |  |  |  | Louise Charlotta av Danmark      |  |  |  |  |  |  |  |                                        |  |  |  |  |  |  |  |                                            |
|                   |  |  |  |  |  |  |  |                         |  |  |  |  |  |  |  |                                  |  |  |  |  |  |  |  |                                        |  |  |  |  |  |  |  |                                            |
|                   |  |  |  |  |  |  |  |                         |  |  |  |  |  |  |  |                                  |  |  |  |  |  |  |  |                                        |  |  |  |  |  |  |  | Ludvig av Mecklenburg-Schwerin             |
|                   |  |  |  |  |  |  |  |                         |  |  |  |  |  |  |  |                                  |  |  |  |  |  |  |  |                                        |  |  |  |  |  |  |  |                                            |
|                   |  |  |  |  |  |  |  |                         |  |  |  |  |  |  |  |                                  |  |  |  |  |  |  |  | Sofia Fredrika av Mecklenburg-Schwerin |  |  |  |  |  |  |  |                                            |
|                   |  |  |  |  |  |  |  |                         |  |  |  |  |  |  |  |                                  |  |  |  |  |  |  |  |                                        |  |  |  |  |  |  |  |                                            |
|                   |  |  |  |  |  |  |  |                         |  |  |  |  |  |  |  |                                  |  |  |  |  |  |  |  |                                        |  |  |  |  |  |  |  | Charlotta Sofia av Sachsen-Coburg-Saalfeld |
|                   |  |  |  |  |  |  |  |                         |  |  |  |  |  |  |  |                                  |  |  |  |  |  |  |  |                                        |  |  |  |  |  |  |  |                                            |